# Израел
Израел (хебр. ישראל, Исраел; арап. إسرائيل, Исраил), званично Држава Израел (хебр. מדינת ישראל, Мединат Исраел; арап. دولة إسرائيل, Даулат Исраил), држава је на југу Леванта у југозападној Азији. Граничи се са Либаном и Сиријом на северу, Западном обалом и Јорданом на истоку, Појасом Газе и Египтом на југозападу и Средоземним морем на западу. Има малу обалу на Црвеном мору на својој најјужнијој тачки, а део Мртвог мора лежи дуж источне границе државе. Званични главни град Израела је Јерусалим, док је Тел Авив највеће урбано подручје и привредно средиште земље.
Израел се налази у области познатој Јеврејима као Земља Израел, што је синоним за подручје Палестине, Свету земљу и Ханан. У антици је био дом хананске цивилизације, праћене краљевством Израела и Јудеје. Смештен на континенталној раскрсници, ова област је претрпела демографске промене под влашћу разних империја од Римљана до Османлија. Европски антисемитизам крајем 19. века подстакао је ционизам, који је тежио јеврејској домовини у Палестини и добио британску подршку. После Првог светског рата, Британија је окупирала ову област и успоставила Британски мандат над Палестином 1920. Повећана имиграција Јевреја уочи холокауста и британска колонијална политика довели су до сукоба између Јевреја и Арапа, који је ескалирао у грађански рат 1947. након што су Уједињене нације предложиле поделу земље између њих.
Декларација о проглашењу Државе Израел проглашена је 14. маја 1948. (5. ијар 5708), на основу Резолуције Генералне скупштине УН 181, усвојене 29. новембра 1947. године. Војске суседних арапских држава су следећег дана извршиле инвазију на подручје бившег мандата, започевши Први арапско-израелски рат. Каснији споразуми о примирју успоставили су контролу Израела над 77 одсто територије бившег мандата. Већина палестинских Арапа је или протерана или побегла током Накбе, а они који су остали постали су етничка мањина у новој држави. Током наредних деценија, становништво Израела се масовно повећало јер је земља примила прилив Јевреја који су емигрирали, побегли или су протерани из муслиманског света. Након Шестодневног рата 1967. Израел је окупирао Западну обалу, Појас Газе, египатско Синајско полуострво и сиријску Голанску висораван. Израел је успоставио и наставља да шири своја насеља широм нелегално окупираних територија, супротно међународном праву, и ефективно анектирао Источни Јерусалим и Голанску висораван што је углавном непризнато на међународном нивоу. После Јомкипурског рата 1973, Израел је потписао мировне споразуме са Египтом и Јорданом. Током 2020-их, нормализовао је односе са више арапских земаља. Међутим, напори да се реши израелско-палестински сукоб након привременог Споразума из Осла нису успели, а земља је учествовала у неколико ратова и сукоба са палестинским милитантним групама. Пракса Израела у окупацији палестинских територија изазвала је сталне међународне критике заједно са оптужбама организација за људска права и званичника Уједињених нација да је починио ратне злочине и злочине против човечности над палестинским народом.
Основни закони земље успостављају једнодомни парламент који се бира пропорционалним изборним системом, Кнесет, који одређује састав владе на челу са председником владе, док народ такође бира и председника. Израел је једина земља која има оживљени званични језик, хебрејски. Култура Израела обухвата елементе јеврејске културе и јеврејске дијаспоре уз утицаје арапске културе. Израел има једну од највећих економија на Блиском истоку и међу највећим БДП-ом по глави становника и животним стандардом у Азији. Једна је од технолошки најнапреднијих и најразвијенијих земаља на свету, док троши пропорционално више на истраживање и развој од било које друге и верује се да поседује нуклеарно оружје. Године 2010. придружио се Организацији за економску сарадњу и развој.

## Етимологија
Током посљедња три миленијума, ријеч „Израел” означавала је и Земљу Израел (хебр. אֶרֶץ יִשְׂרָאֵל, Ерец Исраел) и цијели јеврејски народ. Ово име потиче из Књиге Постања, гдје праотац Јаков, послије борбе с Богом, добија име Израиљ: „А човјек му рече: како ти је име? А он одговори: Јаков. Тада му рече: отселе се нећеш звати Јаков, него Израиљ; јер си се јуначки борио и с Богом и с људима, и одолио си” (Пост. 32:27—28). Разликује се тумачења значења ове ријечи. Према једној верзији, име потиче од глагола сара (управљати, бити јак, имати моћ дату одозго), образујући тако ријеч која значи „имати моћ над силама.” Друга могућа значења ријечи су „Кнез Божији” или „Борба/бој Божији”. Након тога, јеврејски народ, који потиче од Јакова почео је да се назива „дјецом Израела”, „народом Израела” или „Израелцима”.
Прво помињање ријечи „Израел” пронађено је на стели Мернептаха у старом Египту (крај 13. вијека п. н. е.) и односи се на народ, а не на земљу.
Савремена држава се зове „Држава Израел”. Разматрани су и други називи: Земља Израела, Сион и Јудеја). У првом недјељама независности, влада нове државе изабрала је ријеч „Израелци” (хебр. ישראלים, исраелим) за грађане земље. Први пут је званично поменута у говору првог израелског министра иностраних дјела Мошеа Шарете.

## Географија

### Географски положај
Израел се налази у југозападној Азији, омеђен је Средоземним морем на западу, Акапским заливом Цреног мора на југу, са Либаном и Сиријом се граничи на сјеверу и сјевероистоку, са Египтом на југозападу, а на истоку међународно призната граница иде дуж тока ријеке Јордан и дуж Зелене линије из 1949. године.
Израел се, због различитих фактора, уздржава од званичног дефинисања својих граница; један број израелских правника сматра да територија уопште није обавезан елемент државности.
Постоји неколико опција за одређивање територије Израела:
- Резолуција Генералне скупштине УН 181/11 од 29. новембра 1947, коју арапске земље нису признале, остаје једини међународно-правни документ који регулише територију јеврејске државе.[37] Документ је предвиђао укључивање у јеврејску државу источне Галилеје, Јизрелске долине, већи дио приморске равнице, пустињу Негев; арапској држави — западна Галилеја, планине Јудеје и Самарије (изузев Јерусалима), дио приморске равнице од Ашдода до границе с Египтом. Јерусалим и Витлејем требали су да постану територије под међународном контролом.[35]
- Суверена територија Израела, настала је као исход рата за независност 1949. и призната дефакто од стране већине земаља свијета,[38] износи приближно 27.770 км2, од чега је 2,71% покривено водом.[6]
- Територија на коју је израелски суверенитет касније проширен, укључујући Источни Јерусалим и Голанску висораван, износи 22.072 км2.[5]
- Територија коју Израел тренутно контролише, укључујући земље под управом Палестинске народне самоуправе (ПНС) на Западној обали, окупиране током Шестодневног рата, износи 28.177 км2.[39]

Египатско-израелска граница је успостављена дуж територије Мандатне Палестине и утврђена је мировним споразумом од 26. марта 1979. године. Израелско-јорданска граница је фиксирана мировним споразумом од 26. октобра 1994. дуж граничне линије између Мандатне Палестине и Емирата Трансјордан уз неке мање разлике.
Израел нема званичну границу са Либаном и Сиријом. „Плава линија” коју су признале УН раздваја Израел и Либан. Територија Фарми Шеба је спорна. Улогу границе између Израела и Сирија има „линија прекида ватре” успостављена на крају Јомкипурског рата (1973). УН су дуж ове линије образовале тампон зону.

### Геологија и рељеф
Топографски, територија Израела се може подијелити на четири зоне:
- Приобална равница ширине 1—32 км са равном обалном линијом Средоземног мора, на сјеверу усложена ртом Кармел и Хаифским заливом;[45]
- планине и брда Галилеје (укључујући и ланац Кармел, који се простире југоисточно од Хаифе и највише тачке Галилејских планина — врх Мерон), Јудеје и Самарије;
- рифт Јорданске долине, који обухвата најнижу тачку на копну (403 м испод нивоа мора);
- плато Негев.

#### Природни ресурси
Све до 2000-их вјеровало се да Израел није богат природним ресурсима. Међутим, велика открића природног гаса и нафте из шкриљаца промијенила су ову процјену.
Израелски потенцијални извори нафете (изузев нафте из шкриљаца) процјењују се на 4,2 милијарде барела. Резерве нафте из шкриљаца процијењене су на 250 милијарди барела, што је упоредиво са доказаним резервама нафте у Саудијској Арабији.
Од 2008. природни гас на мору се производи комерцијално, а његове укупне доказане резерве се процјењују на 1037 милијарде м3.
Земља има непрофитабилна лежишта бакра. Врше се ископавања фосфорита, сумпора, мангана, кречњака, мермера. У водама Мртвог мора налазе се значајне количине калијумове соли и брома.

### Воде
Водни ресурси земље су ограничени. Од почетка 21. вијека у Израелу је акутна несташица воде. Према условима мировног споразума, Израел испоручује свјежу воду Јордану, што се у сушним годинама претвара у недостатак свјеже воде за земљу снабдјевача.
Највећа ријека у земљи је Јордан, дуга 322 км. Јордан тече од сјевера ка југу кроз Галилејско језеро и улива се у Мртво море. Јордан је једна од четири ријеке које не пресушују током љета, заједно са Кишоном, која се код Хаифе улива у Средоземно море; ријека Александар, која се улива у Средоземно море сјеверно од Нетанје и ријека Јаркон, која се улива у Средоземно море код Тел Авива.
Галилејско језеро, дуго 21 км и широко 10 км, највеће је слатководно језеро у земљи. Површина језера је 166 км2. Мртво море, са садржајем соли од преко 330‰, једно је од најсланијих водених површина на свијету. Ниво Мртвог мора опада због коришћења тока Јордана (са 395& м испод нивоа мора 1970. на 418 м 2006.).
У Израелу у просјеку годишње падне 6 км3 падавина. Подземне воде садрже значајне нечистоће бикарбоната, што их чини тврдим. Средином прве деценије 21. вијека, расположиви ресурси слатке воде процијењени су на око 1,8 км3 годишње. Ово је збир онога што су мале ријеке, потоци и извори (1,1 км3), ријека Јаркон и њене притоке (0,215 км3), 0,32 км3 које отпада на удио израелског дијела ријеке Јордан и 0,18 км3 који се добија сакупљањем кишнице, третман отпадних вода и десалинизацијом морске воде.

#### Десалинизација воде
Прво постројење за десалинизацију слане воде и воде из Мртвог мора, које је снабдијевало град Еилат, изграђено је 1961. године. Постојење у Ашкелону је прво постојење за десалинизација морске воде у Израелу. Налази се јужно од Ашкелона, недалеко од нафтовода Еилат—Ашкелон. Капацитет постројења је 118 милион м2 воде годишње. Процес десалинизације је повратна осмоза. Постројење има сопствену електрану снаге 80 мегавата, која снабдијева електричном енергијом и установу, као и приватне купце.
Група компаније је 4. септембра 2001. побиједила на конкурсу за изградњу постројења за десалинизацију морске воде. Изградња је почела 2003. године, а постројење је почело с радом 4. октобра 2005. године. Почетни капацитет фабрике био је 100 милиона м3 годишње.
Друго постројење за десалинизацију морске воде пуштено је у погон 16. маја 2010. у граду Хадера.
У Израелу сада постоји 5 постројења за десалинизацију морске воде: Ашколон, Хадера, Палмахим, Сорек и Ашдод. Највеће од њих, које обезбјеђује 150 милиона м³ воде, изграђено је 2013. у близини ријеке Сорек.
До 2016. постројења за десалинизацију су обезбједила 55% израелских потреба за водом. За водоснабдјевање се користе и подземни резервоари; највећи од њих су приморско, које се пружа дуж обале Средоземног мора јужно од Цезареје, и планинско, које је подземно језеро јужно од Зихрон Јакова.

### Клима
Велика руска енциклопедија карактерише климу Израела у цјелини као влажну средоземну. Међутим, близина мора на западу, огромна пустиња на југу и неколико планинских вијенаца стварају низ зона, чија се микроклима оштро разликује од просјека. Дакле, у Галилеји годишње падне 1080 мм падавина, у околини Еилата у просјеку има 20 мм падавина годишње, 700 мм падавина у планинама Јудеје и 100 мм на истоку Негева.
Температура у Израелу веома варира, посебно током зиме. У планинским предсјелима може бити хладно, понекад пада снијег. На планини Хермон често пада снијег зими, док у Јерусалиму обично падне најмање једна снијежна падавина годишње. Истовремено, у приобалној равници преовлађује средоземна клима са хладним, кишовитим зимама и дугим, топлим љетима. Екстремне температуре забиљежене су у јуну 1942. (54 °C у долини Бет Шеан) и фебруару 1950. (−13 °C у долини Бет Нетофа у доњој Галилеји); највише температура од постојања државе (47 °C) забиљежена је на подручју града Бет Шеан. Од маја до септембра падавине у Израелу су ријетке.

### Земљиште
Упркос малој размјери земље, њено земљиште карактерише велика разноликост. То је због њеног различитог поријекла, својства и природе ерозије (вјетар и вода), матичних стијена (базалт, разне седиментне стијене, пјешчане дине, алувијум итд.), климе (од сушне на југу до влажне на сјеверу) и топографија. По цијелој земљи распоређено је претежно смеђе и сивосмеђе земљиште, на југу пустињска сиво-смеђа земљишта, а у приморској равници — алувијална. Алувијална лијесна земљишта налазе се у сушном сјеверном Негеву због близини приобалне равнице. Већина земљишта у земљи је неплодна, укључујући и исход нерационалног коришћења земљишта. Од почетка 20. вијека ради се на обнављању земљишног покривача и повећању његове плодности.

### Флора и фауна
У Израелу се спајају границе три биљна појаса: средоземног, ирано-туранског и сахаро-синдског. Земља има око 2600 биљних врста (250 ендемских) из 700 родова који припадају 115 породица. У вријеме стицања независности, Јеврејски национални фонд је на територији Израела засадио 4,5 милиона стабала, а до 21. вијека у земљи се налазило више од 200 милиона стабала. Од 6% површине земље покривене шумом, око 2⁄3 су вјештачке површине. У шумским засадима најчешће се саде алепски бор, акација и еукалиптус, док се за уређење насељених мјеста користе чемпрес, казуарина, фикус, тамариск, олеандер и тршља. Природне шума су сачуване у планинским предјелима — Галилеја, Самарија, јудејске планине и на гребену Кармелија; природна вегетација је такође очувана у пустињским предјелима.
Фауна Израела обухвата више од 100 врста сисара, преко 600 врста птица, око 100 врста гмизаваца, укључујући 30 врста змија и десетак врста водоземаца, као и хиљаде врста инсеката, укључујући више од стотину врста лептира. Више од половине врста птица су станарице, док су остале селице. Делфини и дугонги се налазе у приобалним водама Израела.
У Израелу постоји око 400 резервата природе и националних паркова, који заједно чине око четвтине површине земље. Под покровитељством Кабинета премијер-министра Израела образована је Управа за резервате природе, која заједно са Друштвом за заштиту животне средине води послове везане за заштиту и обнову природних предјела.

### Екологија
Израелски еколошки проблеми повезани су са недостатком воде, пренасељеношћу, индустријским емисијама и отпадом.
Према Environmental Performance Index, који су 2016. објавили специјалисти Универзитета Јејл, Израел се налази на 49. мјесту по еколошком окружењу од 180 укључених земаља, у односу на 66. мјесто на почетку деценије. Највећу забринутост изазива стање извора воде који су исцрпљени усљед повећане потрошње воде. Природни водни ресурси су недовољни да задовоље потребе Израела и (у складу са мировним споразумом) Јордана; поред тога, употреба пољопривредних ђубрива и цурење морске воде у приобални резервоар деградирају квалитет расположивих резерви слатке воде. Да би се превазишла криза воде у Израелу, у току су истраживања о јефтинијим начинима десалинизације морске воде у индустријском обиму.
Загађење ваздуха остаје још један проблем: Израел је 2016. био тек на 136. мјесту на Environmental Performance Index према чистоћи ваздуха. Израел је такође ниско рангиран по таквом критеријуму, као што је заштита животне средине и угрожених врста. Истовремено, Израел је једна од ријетких земаља у којој се биљежи пораст шумских површина.

## Историја

### Древна историја
Познато је да је прије 1,5 милиона година на територији савременог Израела обитавао усправни човјек (лат. Homo erectus), чији су остаци пронађени на подручју археолошког налазишта Убајадија (хебр. תל עובדיה, Тел-Овадија). Око прије 200 хиљада година на овим просторима живјели су неандерталци (лат. Homo neanderthalensis). Након тога су се појавили људи савременог типа: скелет наводног разумног човјека (лат. Homo sapiens) из пећине Мислија (масив Кармел) стар је 175—200 хиљада година, а старост поузданог скелета разумног човјека из пећине Манот је 51,8 ± 4,5 и 54,7 ± 5,5 хиљада година.
У 10—8 миленијуму п. н. е. ова територија је била дио подручја Натуфијске културе, чији су носиоци први пут у историји почели да узгајају житарице. Прије 9 хиљада година на овим мјестима је почела неолитска револуција и појавила су се прва насеља, укључујући и древни град Јерихон. Хананци, прва семитска племена, појавила су се овдје око 4—3. миленијума п. н. е. У наредних 2—3 хиљаде година, територија је била под протекторатом старог Египта.

### Рана историја
Веза између Јевреја и Земље Израела води се од библијског патријарха Аврама. Према Библији, Земља Израел је Јеврејима завјештана од Бога да би постала „Обећана земља” — ту се налазе сва света мјеста јеврејског народа. Библијско предање о патријарху можда одражава миграцију Хебреја (хабиру) у 2. миленијуму п. н. е. и догађаји из доба инвазије Хикса на Египат. Историја Аврама вјероватно одговара почетној етапи хебрејских миграција, а масовна сеоба се дешава око 13. вијека п. н. е, усљед чега је касна бронзана култура Ханана замијењена новом. Око 1200. године п. н. е. Филистејци, од којих је изведен садашњи назив Палестина, продиру на обалу земље. Успостављањем краљевске власти међу Јеврејима и настанак Израелске краљевине, а касније и Јудејске краљевине, датира из 10. вијека п. н. е.
Од 8. вијека п. н. е. ова територија је сукцесивно падала под власт Асирије, Вавилоније, Персије (539—331. п. н. е.) и Македоније (од 331. п. н. е.). И 3—2. вијеку п. н. е. била је дио хеленистичких држава Птолемејида и Селеукида. Селеукидска власт растрзана унутрашњим сукобима у потпуности је 142. године ослободила Јудеју од данка, фактични признавши њену независност, а даље до 37. године њом је владала јеврејска династија Хасмонејаца.
Од 63. п. н. е. Јудеја је постала вазал Рима и касније је претворена у истоимену римску провинцију. Током Бар Кохбиновог устанка 135. године Римљани су извршили покољ над Јеврејима, забранили осталима да се населе у Јерусалиму, а провинцију Јудеју преименовали у Сирију Палестинску.
Послије подјеле Римског царства на Западно и Источно царство 395, Палестина је припала источном дијелу. Палестина је у периоду 614—629. била дио сасанидске Персије, која је три године пренијела контролу над Јерусалимом на Јевреје, али је затим вратила град хришћанима. Након повратка под византијску власт, као исход покоља и прогона Јевреја које је покренуо цар Ираклије, јеврејско присуство у регији достигло је минимум у читавој три хиљаде година дугој историји, али никада није потпуно престало. До 9. вијека јеврејске заједнице су се поново појавиле у Јерусалиму и Тиберијади, а у наредна два вијека појавиле су се у Рафи, Гази, Маџдали, Јафи и Цезареји.

### Средњи вијек
Византијску Палестину су 636—640. освојили Арапи. У наредних шест вијекова, контрола над овом територија прелази са Омејада на Абасиде, на крсташе и обрнуто.
Кратка јеврејска енциклопедија дијелу прву етапу арапске владавине Палестином у четири периода: освајање и развој земље (638—660), Омејиди (661—750), Абасиди (750—969) и Фатимиди (969—1099). Крсташи су овдје основали Јерусалимску краљевину 1099. године. Међутим, већ 1187. Саладин је заузео Јерусалим, а 1291. пало је посљедње крсташко утврђење — Акра.

### Османска власт
Територију данашње Израела 1517. освојили су османски Турци предвођени султаном Селимом I. Територије је 400 година остала у саставу Османског царства.
У Османском царству, Јевреји, који су имали статус „зими”, уживали су релативну грађанску и религиозну слободу, али су били подложни ограничењима у низу дјелатности, а такође су били обавезни да плаћају посебне порезе. Јевреји Палестине у то вријеме обезбјеђивали су средства за живот углавном у виду донација из иностранства (халука).
Почетком 18. вијека учињен је један од најзначајнијих покушаја алије из Европе и обнове јеврејског религијско-националног средишта у Јерусалиму. Овај покрет је предводио рабин Јехуда Хасид, који је у Јерусалим стигао 1700. са око хиљаду сљедбеника, из разних европских земаља. Међутим, Јехуда је изненада преминуо по доласка у земљу, а заједница се распала због дугова. Дуго послије тога, јеврејски досељеници из Европе насељавали су се углавном у другим светим градовима јудаизма — Хеброну, Сафеду и Тиберијади. До 1800. године у Палестини није живјело више од 300 хиљада људи. Главна мјеста концентрације хришћана (око 25 хиљада) била су у Јерусалиму, Назарету и Витлејему. Јевреја (главном сефарди) било око 5000. Остало становништво су чинили муслимани, углавном сунити. До 1880. Палестина је имала 450 хиљада становника, од тога 24 хиљаде Јевреја, који су углавном живјели у Јерусалиму (гдје су чинили више од половине становништва од 25.000), Сафеду (4000), Тиберијади (2500), као и у Хеброну, Јафи и Хајфи. Јерусалим је постао највећи град у регији.

#### Јеврејска тежња за Сионом и успон политичког ционизма
Међу Јеврејима који живе у дијаспори одувијек је постојала јака жеља да се врате на Сион. Јеврејску заједнице Палестине стално су снабдијевали посјетиоци из дијаспоре, које су ту доводили религијски (укључујући и месијански) мотиви. Јеврејска општина Сафед, која је до краја 16. вијека бројала 14 хиљада људи, настала је од избјеглица протјераних из Шпаније. Први велики талас савремене имиграције, познат као Прва алија, започео је 1881, превођен палестинофилима који су сањали о повратку цијелог јеврејског народа у своју историјску домовину.
Теодор Херцл се сматра оснивачем политичког ционизма, покрета који је за циљ имао стварање јеврејске државе у Земљи Израела. Херцл је 1896. објавио књигу „Држава Јевреја” у којој је изложио своје виђење будуће јеврејске државе. Већ сљедеће године, он је водио први Свјетски јеврејски конгрес.
Друга алија је почела 1904. након Кишињевског погрома. Током њега, у Палестину је стигло 40 хиљада Јевреја, од који је значајан дио касније напустио земљу, али је ипак до 1914. број јеврејских јишува у Палестини достигао 85 хиљада људи. Већина досељеника из Прве и Друге алије били су ортодоксни Јевреји, али су са њима у Палестину стигли и социјалисти, који су основали кибуц покрет.

### Британски мандат над Палестином
Током Првог свјетског рата, када су се британске трупе бориле против Османлија у Синајској и палестиној кампањи, британски министар иностраних послова Артур Балфор издао документ који је касније постао познат као Балфурова декларација. У њој је декларисано да Британија „гледа са благонаклоношћу на стварање националног огњишта у Палестини за јеврејски народ”.
У Палестину је 1919—1923. (Трећа алија) стигло 40.000 Јевреја, углавном из источне Европе. Досељеници овог таласа били су обучени у пољопривреди и могли су да развију привреду. Мочваре Јизрелске долине и долине Хефер су исушене, а земљиште оспособљено за пољопривреду. У овом периоду је основана федерација синдиката — Хистадрут. Арапски протести против јеврејске имиграције прерасли су у погроме, што је допринијело образовању јеврејске паравојне самоодбране („Хагана”).
Друштво народа додијелило је Уједињеном Краљевству 1922. мандат над Палестином, објашњавајући то потребом да се „успоставом политички, административни и економски услови у земљи за сигурно образовање националног огњишта за јеврејски народ”. Већ на самом почетку мандата арапски немири у Јафи приморали су Британију да ограничи имиграцију Јевреја. Дио територије намијењен јеврејској држави, уступљен је ради образовања Трансјордана. У то вријеме земљу су насељавали углавном Арапи муслимани, али је највећи град, Јерусалим, био претежно јеврејски. У Палестину је 1924—1928. (Четврта алија) стигло 85 хиљада Јевреја, од којих је око 20 хиљада затим напустило земљу.
Успон нацизма у Њемачкој 1930-их довео је до Пете алије, током које је у Палестину дошло 250.000 њемачких Јевреја. Овај период је окончао Арапском побуном 1936—1939. и објављивањем „Бијеле књиге” од стране Британије 1939, која је фактички поништила имиграцију Јевреја у Палестину. Друге земље су одбила да прихвате Јевреје који су бјежали од Катастрофе, а забрана имиграције у Палестину за њих би могла бити смртна казна. Да би се заобишла забрана имиграције, створена је подземна организација Мосад ле Алија Бет, која је помагала Јеврејима да нелегално дођу у Палестину и побјегну од Катастрофе. На крају Другог свјетског рата, јеврејско становништво Палестине порасло је на 33% у поређењу са 11% из 1922. године.

### Стварање државе и прве године постојања
Послије 1945, тензије између мандатних власти и јеврејски јишува наставиле су да расту. Британска влада је 1947. напустила Мандат над Палестином, најављујући да не може да пронађе прихватљиво рјешење и за Арапе и за Јевреје. Уједињене нације, створене непосредне прије, усвојиле су 29. новембра 1947. план за подјелу Палестине. План је предвиђао престанак британског мандата над Палестином и препоручивао стварање двије државе на њеној територији: арапске и јеврејске. Јерусалим и Витлејем, према одлуци УН, требало је да постану територија под међународном контролом како би се спријечио сукоб око статуса ових градова.
Јеврејска агенција, која је у то вријеме, између осталог, обављала и неке функције владе јишува, одлучила је да прихвати план УН. Напротив, Арапска лига и Врховни арапски комитет категорички су одбацили план УН за подјелу Палестине и саопштили да план крши права већинског становништва Палестине, које се састојало од 67% нејевреја. Арапски челници обећали су да ће уложити све народа да спријече његово спровођење.
Давид Бен Гурион је дан прије краја британском мандата над Палестином, 14. маја 1948, прогласио стварање независне јеврејске државе на територији додијељеној према плану УН. Већ сљедећег дана Арапска лига је објавила рат Израелу и одмах је пет арапских држава (Египат, Ирак, Либан, Сирија и Трансјордан) напало новостворену државу.
Годину дана послије борбених дејстава, у јулу 1949, усвојен је споразум о прекиду ватре са Египтом, Либаном, Сиријом и Трансјорданом, према коме су под контролу јеврејске државе стављена западна Галилеја и коридор од приморске равнице до Јерусалима, првобитно намијењен арапској држави. Јерусалим је подијељен дуж линије прекида ватре између Израела и Трансјордана. Ове привремене границе се називају „Зелена линија”.
Држава Израел је 11. маја 1949. призната као чланица Уједињених нација. Арапска држава није створена; умјето ње, Појас Газе је окупирао Египат, а већину територије Јудеје и Самарије, као и Источни Јерусалим, који је требао да остане под контролом УН у оквиру већег Јерусалима, окупирао је, а затим и анектирао, Трансјордан.
Прије избијања војних дејстава 1948. у Палестини је живјело око 750 хиљада Арапа. Током израелског рата за независност, стотине хиљада арапских становника Палестине напустило је своје домове који су се налазили на територији која је, према резолуцији УН, додијељена јеврејској држави, и дио територије који је додијељен арапској држави. Већина арапских избјеглица населила се на остатку територије дефинисане резолуцијом за арапску државу, многи су емигрирали и у друге арапске земље. У Израелу је остало само око 160 хиљада Арапа.
Израелске власти су одбиле допустити повратак избјеглица у њихова пријашња мјеста боравка, а земљу и некретнине избјеглицама конфисковала је Држава Израел. У арапском свијету ови догађаји су познати као „Накба” (арап.  — „Катастрофа”). Истовремено, противјеврејске демонстрације и насилни погроми избили су у Египту, Ираку, Јемену, Либији и Сирији. Као исход, преко 800 хиљада Јевреја је протјерано или избјегло из арапских земаља у новостворену јеврејску државу. Овај процес, према изралском виђењу, треба посматати као масовну размјену становништва у регији, јер је мјесто 600 хиљада Арапа у Израелу заузело 820 хиљада јеврејских избјеглица. Међутим, главна тачка спора у арапско-израелском сукобу била је судбина само арапских избјеглица.
Прве године постојања Израела обиљежила је масовна имиграција Јевреја који су преживјели Холокауст, као и оних који су, бјежећи од прогона, напустили арапске земље. Између 1948. и 1958. становништво Израела повећало се са 800 хиљада на 2 милиона. Неки од имиграната били су избјеглице и практично нису имали никакву личну имовину. Смјештени су у привремене шаторске логоре — „мабарах”. До 1952. у овим шаторским градовима живјело је преко 200 хиљада имиграната. Потреба за рјешавањем ове кризе приморала је Давида Бет Гуриона да потпише споразум са Њемачком о репарацијама, што је изазвало масовне протесте Јевреја огорчених идејом сарадње са Њемачком.

### Арапско-израелски сукоб

#### Наставак арапско-израелског сукоба
Током првих деценија постојања јеврејске државе, арапске земље су наставиле да оспоравају легалност њеног оснивања, а арапски националисти су наставили да позивају на њено уништење.
Израел се 1956. придружио британско-француском савезу како би повратио контролу над Суецким каналом, који је Египат национализовао. Након заузимања Синајског полуострва током Суецке кризе, Израел је био приморан да се повуче под притиском Сједињених Држава и Совјетског Савеза у замјену за гаранције за пролаз израелских бродова кроз Суецки канал и њихов излазак у Црвено море.
Египат, Јордан и Сирија су 1967. распоредиле своје трупе на границе са Израелом, протјерали мировне снаге УН и блокирали израелским бродовима улазак у Црвено море и Суецки канал. Египатски предсједник Насер је у говору позвао арапске државе да одбаце Израел у море. Ова дејства су дала повод руководству Израела да крене у превентивни напад и започне рат у историји познат као Шестодневни рат. Израел је рату однијео убједљиву и брзу побједу, заузимајући Синајско полуострво, Појас Газе, Западну обалу, Источни Јерусалим и Голанску висораван.
На Јом Кипур 6. октобра 1973. — свети дан у јеврејском календару, када су сви вјерујући Јевреји у синагогама — Египат и Сирија су истовремено напали Израел, изненадивши израелску владу. Упркос значајним губицима, напад је одбијен, а потом су израелске снаге пребациле борбена дејства на непријатељску територију прије него што је постигнут прекид ватре. Иако је унутрашња истрага о околностима рата ослободила владу одговорности, незадовољство јавности приморало је премијер-министра Голду Меир да поднесе оставку.
Египатски предсједник Анвар ел Садат посјетио је Израел 1978. године. Овај догађај био је први корак ка признању Израела као државе од стране шефа арапске државе. Садат и израелски премијер-министар Менахем Бегин су 26. марта 1979. потписали Египатско-израелски мировни споразум, по коме је Израел вратио Синајско полуострво Египту и обавезао се да ће започети преговоре о стварању палестинске аутономије.
Израел је 1982. интервенисао у грађанском рату у Либану, како би уништио базе Палестинске ослободилачке организације (ПЛО) у којима су припремани напади на Израел. Ова операција је назвала „Галилејски мир”, али је касније добила незваничан назив Први либански рат. Руководство и милитанти ПЛО били су приморани да напусте Либан, а 1985. Израел је повукао трупе са већег дијела територије ове земље, осим тампон зоне, која је остала под израелском контролом до 2000. године.
Израелско-јордански мировни споразум потписан је 1994, чиме је Јордан постао друга арапска земља која је нормализовала односе са Израелом.
Либанска шиитска организација Хезболах је 12. јула 2006, уз подршку Сирије и Ирана, испалила неколико ракета на израелска насеља и напала положаје израелских трупа, заробивши два војника. Ова дејства подстакла су Други либански рат, у којем Израел није постигао значајно слабљење Хезболаха и прекинуо операцију након интервенције УН.

#### Однос са палестинским Арапима
Након окончања Другог свјетског рата, сукоб између палестинских Арапа и Јевреја је поново ескалирао. Након усвајања плана УН о подјели Палестине на двије државе у новембру 1947, мјесни сукоби су прерасли у рат пуних размјера, који се завршио проглашавањем независности и побједом Израела. Истовремено се појавио и проблем палестинских избјеглица.
Од 1949. до 1967. на Израел су палестински милитанти (фидаини) вршили константне нападе с територије које су окупирали Египат и Јордан, усљед чега је убијено више од 450 грађана.
Пораз арапских држава у Шестодневном рату 1967. и израелско преузимање контроле над свим територијама које су била намијењене и арапској и јеврејској држави, довеле су до раста арапског радикализма и тероризма — Палестинска ослободилачка организација (ПЛО) појачала је дјелатност, чије је сврха била проглашена „оружаном борбом као јединим путем за ослобођење отаџбине.” Крајем 1960-их и почетком 1970-их, палестински терористи су покренули први талас напада на Израелце широм свијета. Једна од најистакнутијих терористичких напада не само током овог сукоба, него и уопштено, сматра се киднаповање израелских спортиста на Љетњим олимпијским играма 1972. у Минхену, које су завршене њиховом смрћу. Након покушаја рушења јорданске монархије 1970, палестинске паравојне организације су протјеране из Јордана и своје дјелатности су премјестиле у Либан. Палестинци су се активно умијешали у грађански рат у Либану и створили енклаву у јужном дијелу земље са чије територије су вршили редовне терористичке нападе на Израел и велике акције међународног тероризма. То је довело до инвазије израелске војске на Либан 1982. и протјеривање ПЛО из Либана у Тунис.
Повећана трвења између израелских власти и становништва територија 1987. дала су подстицај за почетак Прве интифаде (устанак против израелске власти). Током интифаде, од новембра 1987. до августа 1993, у терористичким нападима страдало је 157 израелских цивила, а још 4195 израелских држављана је повријеђено. Како је саопштила прес-служба ЦАХАЛ, погинуло је 66 израелских војника, а 4918 је рањено. У истих шест година, израелске службе безбједности су убиле 808 Палестинаца, а 16.824 је рањено. Током Заливског рата 1991, многи палестински Арапи су подржали Садама Хусеина и поздрављали ирачке ракете испаљене на територију Израела.
У октобру 1991, након пораза Ирака, у Мадриду је одржана међународна конференција о Блиском истоку, којој су први пут присуствовали представници Палестинаца који су регуларно боравили на Западној обали и у Појасу Газе. Након што је Јицак Радбин постао израелски премијер 1992, Израел је заговарао политику компромиса са својим арапским сусједима. Већ 1993. у Вашингтону су, у присуству Рабина, лидера ПЛО Јасера Арафата и Била Клинтона, потписани мировни споразуми према којима је створена Палестинска народна самоуправа, која је преузела контролу над дијелом Западне обале и Појасом Газе. Као одговор, ПЛО се обавезао да ће признати Израел и зауставити терористичке дјелатности.
Подршка израелског друштва мировни споразумима почела је да опада због низа терористичких напада који су почели већ 1994. године. Јицак Рабин је убијен 1995. године. Упркос губитку повјерење у процес у Ослу, крајем 1990-их, премијер Бенјамин Нетанјаху је повукао трупе из Хеброна и потписао „Меморандум из Вај Ривера”, који је Палестинцима дао већа права на самоуправу.
У јулу 2000, уз посредовање америчког предсједника Клинтона, у Кемпу Дејвиду су вођени преговори између израелског премијера Ехуда Барака и Јасера Арафата, који је био на челу ПНС. Током преговора Барак је предложио план за стварање палестинске државе на 97% територије Западне обале и Појаса Газе, али је Арафат то одбио. Након пропасти преговора, палестински Арапи су покренули Другу интифаду, а формални повод за њу била је посјети Храмовној гори лидера опозиције Аријела Шарона.
Шарон је постао премијер Израела 2001. године. У августу—септембру 2005. спровео је план једностраног повлачења из Појаса Газе, што је резултовало уништење десетине јеврејских насеља и протјеривањем више од 7000 људи. Такође је почео да грани „безбједносну ограду” између израелске територије и Западне обале.
Након операције „Одбрамбени зид” коју су извеле израелске снаге у прољеће 2002, којом је у великој мјери елиминисана терористичка инфраструктура, размјере Друге интифаде су се смањиле. Свој организовани карактер изгубио је и због смјене лидера: 2004. израелско ваздухопловство је уништило вође исламског фундаменталистичког покрета „Хамаса” Ахмеда Јасина и Абдела Рантисија, а у новмебру исте године умире и Јасер Арафат. Истовремено, ракетни и минобацачки напади на град Сдерот и сусједне кибуце из дефакто независног Појаса Газе постали су редовна појава.
Према организацији за људска права „Бецелем”, од почетка Друге интифаде у септембру 2000. до децембра 2008. (почетак операције „Ливено олово”), израелске оружане снаге и цивили су убили више од 4900 Палестинаца, током операције „Ливено олово” — скоро 1400 и након завршетка операције — око 3350; у међусобној борби убијено је још око 700 Палестинаца. Према израелским подацима, током истог периода од почетка Друге интифаде, палестинска страна убила је више од 1300 Израелаца и држављана других земаља.
Током демократских избора за Палестински законодавни савјет 2006, побиједио је покрет „Хамас”, који су многе земље признале као терористички покрет. Пошто је руководство Хамаса, кад је ступило на власт, одбило да призна споразуме које је ПНС раније закључила са Израелом и разоружа своје милитанте, ЕУ и САД су започеле економски бојкот Хамасове владе. У јуну 2007, као исход оружаног пуча, Хамас је преузео власт у Појасу Газе, саопштавајући намјеру да ту створи исламску државу. Као одговор, 14. јуна предсједник ПНС и лидер Фатаха Махмуд Абас најавио је распуштање владе, увео на територији аутономни режим ванредног стања и узео пуну власт у своје руке. Као резултат борбе за власт, Хамас је задржао своје позиције само у Појасу Газе, док су Абасове присталице задржале власт на Западној обали. Од тог тренутка, више пута је најављивано, укључујући 2012. и 2017, окончање сукоб између Хамса и руководства ПНС и образовање владе националног јединства, али контрадикције остају неријешене.
У октобру 2007. Израел је Гојас Газе прогласио „непријатељском државном творевином” и започео дјелимичну економску блокаду. Од тада Израел контролише ваздушни простор и приобална подручја Газе, као и кретање становника изван Појаса и трговину са остатком свијета, с изузетком „Филаделфијског коридора” на јужној граници Газе, који контролише Египат. Поред надземних баријера и патрола, граде се подземни зидови од више метара дубине, осмишљени да спријече копање тунела кроз које палестински милитанти улазе у Израел. У оквиру блокаде Појаса Газе 2010, израелска морнарица је пресјела тзв. „Флотилу слободе” са хуманитарним товаром на улазу у територијалне воде, што је изазвало оштру међународну реакцију.
Унутарполитичка ситуација у Појасу Газе је крајње нестабилна — под контролом Хамаса опстаје као одскочна даска за оружане нападе на израелску територију. Крајем 2008. и почетком 2009. Израел је извео велику операцију „Ливено олово” у Појасу Газе, која није довела до елиминације Хамасовог режима. Још двије велике војне операције у Појасу Газе — „Стуб слободе” (2012) и „Заштитна ивица” (2014) — такође су завршиле само тактичким успјесима, не рјешавајући главни стратешки задатак елиминисања војног и политичког потенцијала „Хамаса”.
Палестинске терористичке групе  предвођене Хамасом, уз подршку Ирана и либанске шиитске организације Хезболах, покренуле су 7. октобра 2023. инвазију великих размјера на Израел, лансирајући више од 2,2 хиљаде ракета из Појаса Газе. Терористичке групе прешле су баријеру између Газе и Израела и продрле преко граничних прелаза у оближња израелска насеља и војне објекте. Као исход овог терористичког чина, заробљени су цивили и војници, а спроведен су масовна убиства и злостављања Израелаца.
Ујутро, одмах након напада палестинских милитаната на пограничне области Израела, израелска влада је прогласила ванредно стање у земљи и покренула операцију „Гвоздени мач”. Клаузула Основног закона, којим је званични проглашен почетак рата, ступила је на снагу 8. октобра 2023. године.

### Други важни догађаји у историји државе
Почетак 1960-их обиљежило је хватање једног од најстаријих нацистичких злочинаца Адолфа Ајхмана, који се крио у Аргентини, од стране израелске специјалне службе. Ајхман је био „архитекта” и спроводилац „Коначног рјешења јеврејског питања” током Другог свјетског рата. Јавно суђење против њега постало је најважнија етапа у схватању размјера Катастрофе европског јеврејства и изазвало је међународно негодовање. Смртна пресуда Ајхману била други и посљедња пресуда ове врсте извршена у Израелу (војник који је прије њега погубљен пресудом пријеког суда касније је рехабилитован).
Важна прекретница у унутарполитичкој историји Израела били су избори за Кнесет 1977. године. Као исход, странка Ликуд предвођена Менахемом Бегином освојила је већину, по први пут одузевши контролу над земљом блоку Марах, чија је чланица била Авода, која је под разним називима била непрекидно на власти од оснивања Израела. Епоха доминације једне стране у израелској политици замијењена је периодом супарништва између лијевог и десног блока, који се разилазе по три главна параметра (инострана политика, улога државе и тржишта у економији и односи између религије и државе).

#### Масовна репатријација 1990-их
Доласком на власти у Совјетском Савезу Михаила Горбачова под притиском америчке владе, поједностављена је процедура емиграција из Совјетског Савеза. Чињеница да је од октобра 1989. ограничен пријем јеврејских избјеглица из Совјетског Савеза у Сједињене Државе, такође је играла улогу у повећању броја репатрита; томе су допринијеле и манифестације антисемитизма.
У периоду 1989—1990. у Израел је стигло више од 200 хиљада репатрита из Совјетског Савеза (само у децембру 1990. стигло је 35,6 хиљада људи). Репатријација је успорила почетком 1991, када је Израел био под ракетним ударима током Заливског рата. Ипак, долазак Јевреја из Совјетског Савеза, а након његовог распада из нових суверених држава, настављен је и од 1992. до 2000. у Израел је годишње из ових земаља долазило у просјеку од 46 до 67 хиљада Јевреја и чланова њихових породица. Укупно, из Совјетског Савеза и Заједнице независних држава у Израел је током периода Велике алије стигло више од милион репатрита. Масовна репатријација из Совјетског Савеза и ЗНД такође се поклопила са операцијом „Соломон”, која се одиграла у мају 1991, када је 15 хиљада етиопских Јевреја пребачено у Израел за три дана. Од почетка 2000-их дошло је до смањења обима репатријације из земаља бившег Совјетског Савеза. Дакле, 2003. само 12,5 хиљада људи из ЗНД и балтичких земаља стигло је у Израел на стални боравак. Од 23 хиљаде репатрита које је Израел прихватио 2005, удио имиграната из земаља бившег Совјетског Савеза већ је био мањи од 50%. Ново повећање стопе репатријације, посебно из Русије и Украјине, наглашено је тек средином наредне деценије.
Један број репатрита не успијева да се настани у Израелу и напушта земљу. Према израелском листу „Харец” 2007, више од 100 хиљада репатријаната вратило се на стални боравак из Израела у земљи ЗНД, а само у Москви је живјело око 70 хиљада Израелаца. Број репатрита који су напустили земљу средином друге деценије 21. вијека приближио се 35—40% оних који су ушли у Израел (2015. — 8,5 односно 30 хиљада). Од 290 хиљада Израелаца који су напустили земљу између 1990. и 2014, говорници руског језика чинили су 38%.

## Демографија
Према процјени израелског Државног завода за статистику за 2023, Израел има 9.656.000 становника. Од тога 7,106 милиона (73,6%) су Јевреји, 2,37 милиона су Арапи (21,1%) и 513 хиљада (5,3%) националне мањине (Јермени, Черкеси итд.). У овај број нису урачунати странци који живе у Израелу, укључујући стране раднике. Према подацима Државног завода за статистику на крају 2015. било их 183 хиљаде. Исте године 580 хиљада израелских држављана живјело је у насељима у Јудеји и Самарији. Према подацима из 2019, 23.400 Израелаца је живјело на Голанској висоравни.
У саопштењу Државног завода за статистику од 27. априла 2017, посвјећеном 69. годишњици основања Државе Израел, истакнути се подаци о демографској прогнози, према којој би до 100. годишњице Израела 2048. број становника земља достигао 15,2 милиона људи. Према израелским статистикама, у Израелу је 2022. рођено 178 хиљада и умро 52 хиљаде људи. Природни прираштај износи 126 хиљада људи, а миграциони прираштај износи 69 хиљада, док је годишњи прираштај 204 хиљаде људи (2,2%). Наталитет 2021. је био 19,57‰, стопа морталитета 5,39‰, а стопа природног прираштаја 14,19‰. Од 2002. годишњи раст јеврејске популације се повећава (1,38% у 2002, 1,85% у 2014); раст раширене јеврејске популације, укључујући и нејевреје из мјешовитих породица, у 2014. износио је 1,94%, а у апсолутном износу био је 1,5 пута већи него 9 година раније. Насупрот томе, стопа годишњег раста муслиманског становништва опада од 2000: 2,24% у 2014, што је најнижа стопа од независности Израела. Удио Јевреја међу свим живорођеним у земљи, који је 2001. био 66%, порастао је на 74% у 2014, док се удио Арапа смањио са 30,5% на 22,9% у истом периоду. Стопа фертилитета 2017. међу Јеврејима (3,16 дјетета по жени) била је већа него међу израелским Арапима (3,11 у поређењу са 9,5 1960). Просјечна годишња стопа морталитета међу Јеврејима за цио период постојања Израела износила је 6,62 на 1000 становника (5,78 у 2014), међу муслиманима годишња стопа морталитета смањена је са 8,67 на 1000 људи на 2,48 у 2010. (послије је дошло до благог повећања).
У Израелу је 2016. живјело 44% укупног броја Јевреја у свијету, према подацима Државног завода за статистику. Од 2015, од израелских Јевреја, 4,75 милиона је рођено у земљи (цабарим, сабри), а 1,53 милиона су били репатријанти (олим). Према земљи поријекла израелских Јевреја:
- око 690 хиљада су били Азијати или дјеца Азијата — више од 220 хиљада из Ирака и више од 130 хиљада из Ирана и Јемена;
- скоро 900 хиљада из афричких земаља — прије свега из Магреба, укључујући преко 480 хиљада из Марока, као и више од 135 хиљада из Етиопије;
- скоро 1,95 милион из Европе, Америке и Океаније, укључујући скоро 900 хиљада из Совјетског Савеза и постсовјетских земаља, скоро 200 хиљада из Румуније и преко 180 хиљада из Пољске;
- преко 2,8 милиона сабра друге генерације (са сабра оцем).

У погледу густине насељености (412 људи по км2), Израел је 2022. био на 31. мјесту у свијету.

### Главна урбана подручја
Израел има четири главна метрополитанска подручја: Гуш Дан (метрополитанско подручје Тел Авива са 3.918.800 становника), метрополитанско подручје Јерусалима (1.284.800 становника), метрополитанско подручје Хаифе (936.800 становника) и метрополитанско подручје Бер Шеба (384.900 становника).
Највећа израелска општина, по броју становника и површини, јесте Јерусалим са 966.210 становника на површини од 125 км2. Статистике израелских власти о Јерусалиму укључују становништво и подручје Источног Јерусалима, који је широко признат као дио Палестинских територија под окупацијом Израела. Тел Авив и Хаифа су сљедеће најнасељенији градови у Израелу, са 467.875 и 282.832 становника. Бнеј Брак (претежно насељен Харедитима) град је са највећом густином становништва у Израелу и један од десет градова са највећом густином становништва на свијету.
Израел има шеснаест градова са преко 100.000 становника. Укупно, постоји 77 мјесних заједница којима је Министарство унутрашњих послова додијелило статус „општине” (или „града”), од којих су четири на Западној обали. Планирана су још два града: Касиф, планирани град који ће бити изграђен у Негеву, и Хариш, првобитно мањи град који се изграђује у велики град од 2015. године.
| Највећи градови у Израелу Извор: Завод за статистику Државе Израел | Највећи градови у Израелу Извор: Завод за статистику Државе Израел | Највећи градови у Израелу Извор: Завод за статистику Државе Израел | Највећи градови у Израелу Извор: Завод за статистику Државе Израел | Највећи градови у Израелу Извор: Завод за статистику Државе Израел | Највећи градови у Израелу Извор: Завод за статистику Државе Израел | Највећи градови у Израелу Извор: Завод за статистику Државе Израел | Највећи градови у Израелу Извор: Завод за статистику Државе Израел | Највећи градови у Израелу Извор: Завод за статистику Државе Израел | Највећи градови у Израелу Извор: Завод за статистику Државе Израел |
|                                                                    | №                                                                  | Град                                                               | Округ                                                              | Популација                                                         | №                                                                  | Град                                                               | Округ                                                              | Популација                                                         |                                                                    |
| ------------------------------------------------------------------ | ------------------------------------------------------------------ | ------------------------------------------------------------------ | ------------------------------------------------------------------ | ------------------------------------------------------------------ | ------------------------------------------------------------------ | ------------------------------------------------------------------ | ------------------------------------------------------------------ | ------------------------------------------------------------------ | ------------------------------------------------------------------ |
| Јерусалим Тел Авив                                                 | 1.                                                                 | Јерусалим                                                          | Јерусалим                                                          | 981.711                                                            | 11.                                                                | Рамат Ган                                                          | Тел Авив                                                           | 172.486                                                            | Хаифа Ришон Лецион                                                 |
| Јерусалим Тел Авив                                                 | 2.                                                                 | Тел Авив                                                           | Тел Авив                                                           | 474.530                                                            | 12.                                                                | Бет Шемеш                                                          | Јерусалим                                                          | 154.694                                                            | Хаифа Ришон Лецион                                                 |
| Јерусалим Тел Авив                                                 | 3.                                                                 | Хаифа                                                              | Хаифа                                                              | 290.306                                                            | 13.                                                                | Ашкелон                                                            | Јужни                                                              | 153.138                                                            | Хаифа Ришон Лецион                                                 |
| Јерусалим Тел Авив                                                 | 4.                                                                 | Ришон Лецион                                                       | Централни                                                          | 260.453                                                            | 14.                                                                | Реховот                                                            | Централни                                                          | 150.748                                                            | Хаифа Ришон Лецион                                                 |
| Јерусалим Тел Авив                                                 | 5.                                                                 | Петах Тиква                                                        | Централни                                                          | 255.387                                                            | 15.                                                                | Бат Јам                                                            | Тел Авив                                                           | 128.465                                                            | Хаифа Ришон Лецион                                                 |
| Јерусалим Тел Авив                                                 | 6.                                                                 | Нетанја                                                            | Централни                                                          | 233.104                                                            | 16.                                                                | Херцлија                                                           | Тел Авив                                                           | 106.741                                                            | Хаифа Ришон Лецион                                                 |
| Јерусалим Тел Авив                                                 | 7.                                                                 | Ашдод                                                              | Јужни                                                              | 226.827                                                            | 17.                                                                | Хадера                                                             | Хаифа                                                              | 103.041                                                            | Хаифа Ришон Лецион                                                 |
| Јерусалим Тел Авив                                                 | 8.                                                                 | Бнеј Брак                                                          | Тел Авив                                                           | 218.357                                                            | 18.                                                                | Кфар Сава                                                          | Централни                                                          | 101.556                                                            | Хаифа Ришон Лецион                                                 |
| Јерусалим Тел Авив                                                 | 9.                                                                 | Бершева                                                            | Јужни                                                              | 214.162                                                            | 19.                                                                | Модин                                                              | Централни                                                          | 99.171                                                             | Хаифа Ришон Лецион                                                 |
| Јерусалим Тел Авив                                                 | 10.                                                                | Холон                                                              | Тел Авив                                                           | 197.957                                                            | 20.                                                                | Лод                                                                | Централни                                                          | 85.351                                                             | Хаифа Ришон Лецион                                                 |

### Језици
У оквиру Мандатне Палестине, коју је Уједињено Краљевство добило од Друштва народа 1922, као службени језици на мандатној територији одобрени су арапски, енглески и хебрејски. Језичка политика мандатних власти била је много мање драстична него у традиционалним британским колонијама; свакодневни живот није захтијевао познавање познавање енглеског мјесног становништва — изузетак су били људи који су се налазили на функцијама или служили у оружаним снагама. У арапским и јеврејским школама Палестине подстицана је настава на одговарајућим језицима, а енглески као обавезан предмет је уведен тек од петог разреда.
Након оснивања Израела, енглески је изгубио свој званични статус, иако је задржао неке од својих формалних функција (нпр. чак и у 21. вијеку натписи на новчаницама и поштанским маркицама у Израелу се дуплирају на овом језику, а Министарство унутрашњих послова Израела објављује енглески превод усвојених закона). Хебрејски је постао први државни језик Израела, а арапски други. Међутим, у пракси језици немају једнак статус. За увођење арапских натписа на путоказе и називе улица често је био потребан посебан судски налог; адресе на меморандумима приватних предузећа и владиних агенција често су штампане само на хебрејском и енглеском. Од 2018, Основни закон: Израел — национална држава јеврејског народа проглашава хебрејски јединим државним језиком, али говори о „посебном статусу” арапског језика.
Истовремено, Израел је земља имиграната и, као резултат, вишејезична држава. Репатријација великих размјера 1990-их из земаља бившег Совјетског Савеза довела је до веће толеранције у језичкој политици Израела, изражене у постојању бројних периодичких издања на руском језику. Након масовног доласка етиопских Јевреја у земљу, уз подршку Министарства просвјете, на сваки мјесец или два издају се два часописа на амхарском језику.

### Религија
Држава Израел је основана првенствено као „национални дом” цијелог јеврејског народа и дефинисана је у Декларацији о независности као „јеврејска држава”. Израелски Закон о повратку даје право свим Јеврејима, као и појединцима јеврејског поријекла, да добију држављанство земље. Одредба закона у којој се Израел наводи као национална држава јеврејског народа понавља се у истоименом Основном закону усвојеном 2017. године. Истовремено, Израел је демократска држава, у којој, по закону, све остале религиозне и етничке групе имају једнака права са Јеврејима.
Религија у Израелу (2016)
Према подацима Pew Research Center, у Израелу је 2016. било 73,5% Јевреја — 33,1% Хилони, 24,3% Масорти, 8,8% Дати и 7,3% Хареди — 18,1% муслимана, 1,9% хришћана и 1,6% Друза. 4,8% становника се није изјаснила да ли припада одређеној деноминацији.
Муслимани су највећа религијска мањина у Израелу — око 1,5 милиона средине 2010-их, од чега је скоро 70% на сјеверу земље (у Галилеји и Хаифи). Муслимани (претежно сунити) већином су израелски Арапи. Удио муслимана у земљи од успостављања Израела порастао је скоро 10 пута. У Израелу имао више од 400 џамија, укључујући више од 70 у Јерусалиму, а око 300 имама и мујезина прима плату од државе.
Хришћане у земљи такође представљају израелски Арапи. Око 60% израелских хришћана средином 2010-их били су вјерници Мелкитске гркокатоличке цркве, док су православци чини око 30% хришћана. У остале конфесије се убрајају католици римског обреда, вјерници Јерменске, Маронитске и Сиријске католичке цркве, вјерници Јерменске апостолске цркве и други; број такозваних „месијанских Јевреја” брзо расте (9—12 хиљада 2005. године). Неки од хришћана су нејевреји који су дошли као чланови јеврејских породица, али већина ових грађана је уписана у категорију „без религиозне припадности”.
Представници других религиозних група, укључујући будисте и хиндусе, такође су присутни у Израелу, али у малом броју. Иако се духовни центар бахаи религије, сједиште њеног Свјетског дома правде и гробови оснивача налазе на сјеверу Израела, ниједна стална бахајска заједница није настала у Светој земљи, а ова вјера је у Израелу заступљена само кроз добровољце и ходочаснике.
Израел је религиозно подијељено друштво — религиозне и свјетовне групе образују одвојене друштвене свијетове са врло мало блиских пријатеља и мјешовитих бракова изван своје групе. Истраживање 2014—2015. показало је да велика већина вјерујућих Јевреја, муслимана, хришћана и Друза обично има блиске пријатеље који припадају њиховој сопственој религиозној заједници. Скоро сви Јевреји, муслимани, хришћани и Друзи ступају у брак или имају ванбрачне везе са припадницима своје религиозне групе. Унутрашње групе израелских Јевреја су такође изоловане једна од друге по религиозним линијама — нпр. 95% харедима има супружника који је такође ултраортодоксан, а 93% нерелигиозних Јевреја има нерелигиозног супружника/партнера.
Поред бахаи вјере, Израел је дом кључних светих мјеста за аврамовске религије — ислама, јудаизма и хришћанства. Главно светилишта јудаизма је Храмовна гора која се налази у Јерусалиму; Зид плача уз њега добио је велики обредни значај. Култни статус за Јевреје имају Пећина Патријарха у Хеброну, Рахилин гроб код Витлејема и гробови вјероучитеља у Галилеји. Света мјеста за хришћане су мјеста повезана са догађајима из Новог завјета — мјесто рођења Исуса Христа у Витлејему, храм Гроба Господњег у Јерусалиму, базилика Благовјештења у Назарету, појединачно објекти у Јерихону и на Генезаретском језеру. Светост Јерусалима за муслимане повезана је са причом о чудесном путовању пророку Мухамеда до најдаље џамије и његовом узнесењу на небо. Већина исламских светилишта у Израелу и на Западној обали поклапа се са мјестима која поштују Јевреји и хришћани.

### Календар
Основним законом одређен је званичан статус за јеврејски календар у Израелу, који се не поклапа по трајању са грегоријанским календарском годином. Према овом календару, Шабат има статус празника, исти календар се користи за одређивање датума религиозних и великог дијела нерелигиозних државних празника и дана сјећања (укључујући Дан независности, Дан Катастрофе и Дан сјећања). Религиозне мањине задржавају право на дане одмора на дане сопствених религиозних празника.
Од 1998, Израел има закон којим се од владиних агенција захтјева да на документима наведу јеврејски и грегоријански датум, наводећи да се први не односи на насеља са већинским нејеврејским становништвом и образовне установе са програмом који није на хебрејском. Израелске личне карте приказују датуме рођења у јеврејском и грегоријанском систему. Због великог удијела репатрираната из земаља бившег Совјетског Савеза у становништву Израела, Дан побједе је одобрен као државни празник 2017, који се не слави по јеврејском, већ по грегоријанском календару 9. маја.

### Здравство
Израел има развијен државни систем медицинских установа, који гарантује једнаке могућности за добијање медицинских услуга за све грађане. Ово право је загарантовано законом који је на снази од 1995. године. Пружање медицинских услуга врши се у оквиру обавезног здравственог осигурања (висина премије осигирања се утврђује зависно од висине прихода). Постоје и приватне клинике. Под надзором државе, четири приватна здравствена фонда осигуравају становништво: Клалит, Леумит, Меухедет и Макаби. Додатно приватно здравствено осигурање није обавезно. Пакет услуга осигурања не укључује психолошку и нарколошку подршку, естетске операције, учешће у куповини наочара и операције у иностранству. У проширеној варијанти, стоматолошка заштита може бити укључена у пакет услуга осигурања од 2013. године.
У Израелу постоје двије врсте амбулатних кола. Бијела амбуланта је дизајнирана да допрема пацијенте са обољењима и поврједама умјерене тежине у медицинске установе, а којима није потребан посебан третман на путу. У таквој амбуланти налази се возач-болничар (ховеш) и, по правилу, волонтер. Наранџасти тимови за реанимацију (натан) чине љекари. Одлуку о слању једне од двије екипе доноси диспечер хитне помоћи. У Израелу се хитна помоћ позива на број 101 или са мобилног телефона свих оператера на број 112.

#### Дуговјечности, инциденца и морталитет
Према подацима Централног статистичког бироа Израела, земља је 2016. била на 11. мјесту у свијету по очекиваном трајању живота (8. од 2010. до 2013). Просјечан животни вијек био је 82,5 година (84,2 године за жене и 80,7 за мушкарце). Према новом показатељу као што је очекивано трајање здравог живота, Израелци су били испред европског просјека за 3—4 године (65,1 : 61,8 година за жене и 65,4 : 61,4 за мушкарце). Од 1970, очекивани животни вијек у Израелу се повећао за 10,3 године, у поређењу са просјеком ОЕСР-а за 10 година. Остали показатељи — проценат становништва са прекомјерном масом (53%) и гојазношћу (17%), удио пушача међу одраслом популацијом (19,4%), морталитет у првих 30 дана након можданог удара (6,8%) — у Израелу били су слични процесима ОЕСР-а, а потрошња алкохола је знатно нижа (2,6 литара по глави становника годишње наспрема 9 литара). Болнички пријеми због респираторних болести и срчане инсуфицијенције опадају, али су и даље виши од просјека ОЕСР-а, док су пријеми због дијабетеса мањи (Израел је 6. од 37.). Смртност дјеце у Израелу је једна од најнижих у свијету. Према процјенама у Свјетској књизи факата ЦИА, Израел је 2023. био на 196. мјесту од 227 земаља са 3,49 смртних случајева на 1000 новорођенчади; међутим, према подацима из 2008—2011, смртност новорођенчади међу арапском популацијом (6,78 на 1000 новорођенчади) остаје знатно већа него међу осталим етничким групама (2,72).

#### Ситуација са сидом и ХИВ-ом
Од 1981. до 2010. у Израелу је регистровано око 6600 обољелих од сиде и инфицираних ХИВ-ом; број новообољелих на 100.000 становника у 2010. износио је 5,6 (у поређењу са 3,6 у 1986). Више 40% од овог броја били су посјетиоци из земаља са високим процентом подложности инфекцији (као репатрити, претежно из Етиопије, и радници-мигранти); друге групе високог ризика били су хомосексуални мушкарци и корисници инјекционих наркотика. До 2016. број регистрованих случајева премашио је 9100, док од 2013. пораст заражених опада на годишњем нивоу. Пријављена су успјешна клиничка испитивања експерименталног лијека против сиде познатог као „Гамора”.

### Социјално осигурање
Социјално осигурање становништва у Израелу повјерено је Министарству социјалне заштите и благостања и њему подређеном Институту националног осигурања Израела. Закон о националном осигурању обавезује становнике Израела који су навршили 18 година да плаћају доприносе у систему националног осигурања. Редовно плаћање премија осигурања даје право на примање разних накнада (за животну мјеру, накнаде у случају привременог губитка посла, накнаде за старост, накнаде за рођење и васпитање дјеце).

### Образовање
Издаци на образовање 2014. износили су 5,7% БДП Израела. Главни регулаторни документи у овој области су Закон о обавезном образовању и Закон о државном образовању усвојени 1949. и 1953. године. Државни закон о образовању, усвојен 1953, успоставио је пет типова школа: државне секуларне, државне религијске, ултраортодоксне, опште школе у насељима и арапске школе. Државне секуларне школе, највећа група  школа, похађа већина јеврејских и других неарапских ученика у Израелу.
Образовање у Израелу је обавезно за дјецу од 3 до 18 година. Школско образовање подијељено је на три нивоа: основна школа (1—6 разреда), прелазна школа (7—9 разреда), средња школа (10—12 разреда). Посљедњи разред се завршава полагањем матурског сертификата (багрут), који даје могућност уласка у високошколске установе. За добијање сертификата потребно је познавање основних предмета — математике, ТАНАХ-а, хебрејског језик, израелске и опште књижевности, енглеског језика, историје и друштвених наука. У муслиманским, хришћанским и друским школама, испит из Торе је замијењен испитом из исламског, хришћанског или друског насљеђа. Израелску матуру положило је 52,7% матураната 2015. године. Према подацима из 2004, у просјеку образовање израелске дјеце траје дуже од образовања дјеце у другим земљама југозападне Азије и изједначено је са јапанском дјецом на другом мјесту у Азији, а испред њих су само дјеца из Јужне Кореје (међутим, како показује студија из 2017, дужина образовања у Израелу не утиче позитивно на продуктивност рада, која је у то вријеме била једна од најнижих међу развијеним земљама). Процјена писмености Израелаца старијих од 15 година из 2011. године била је 97,8%.
Универзитете и већину колеџа у земљи субвенционише држава. Високо образовање у Израелу представља десет високошколских установа: Хебрејски универзитет у Јерусалиму, Технион у Хаифи, Универзитет у Тел Авиву, Универзитет Бар Илан у Рамат Гану, Универзитет у Хаифи, Универзитет Бен Гурион у Бершеби, Научни институт Вајцман, Универзитет у Аријелу, Отворени универзитет Израела и Универзитет Рајхман. Хебрејски универзитет у Јерусалиму је најстарији израелски универзитет и дом Народне библиотеке Израела, највеће свјетске збирке књига јеврејске тематике. Технион у Хаифи је водећи технички универзитет у земљи. Већина образовних институција заузима мјеста на међународним рејтинг листама универзитета.
| Университеты                       |         |         |           |
| ---------------------------------- | ------- | ------- | --------- |
| Хебрејски универзитет у Јерусалиму | 77      | 222     | 251—300   |
| Технион                            | 83      | 408     | 501—600   |
| Научни институт Вајцман            | 83      | —       | —         |
| Универзитет у Тел Авиву            | 151—200 | 260     | 201—250   |
| Универзитет Бар Илан               | 301—400 | 501—510 | 601—800   |
| Универзитет Бен Гурион             | 401—500 | 490     | 601—800   |
| Универзитет у Хаифи                | 501—600 | 701—750 | 601—800   |
| Универзитет Рајхман                | —       | —       | 1001—1200 |
| Универзитет у Аријелу              | —       | —       | 1201—1500 |

Према извјештају ОЕСР-а из 2012, Израел је био четврти на списку „најобразованијих земаља на свијету”, а испред земље су биле само Русија, Канада и Јапан. Више од 46% Израелаца имало је универзитетску диплому или средње специјално образовање. До 2017, удио становника Израела са вишим или средњим специјализованим образовањем достигао је 49,9%.

## Државно устројство

### Извршна власт
Израел је парламентарна република, демократска држава са универзалним правом гласа. Формални шеф државе је предсједник Израела, али су његове дужности, поред одобравање кандидатуре шефа кабинета министра и препоруке помиловања за затворенике или смањење казне, углавом церемонијалне. Предсједника бира Кнесет на један мандат дужине седам година. Ограничење овлашћења на један седмогодишњи мандат на снази је од 2000. године; од 1963. до 1998, предсједник је могао бити биран два пута на петогодишњи мандат.
Премијер-министар је шеф владе, а мандат најдуже траје четири године, до сљедећих избора за Кнесет. У складу са основним законом „О влади”, у року од седам дана по завршетку избора за Кнесет, након консултација са челницима политичких странака које су добиле представнике, повјерава образовање владе једном од чланова Кнесета, обично челнику фракције која је освојила већина мјеста у парламенту. Кандидат образује владину коалицију, износи сопствену верзију састава кабинета и, ако добије повјерење, постаје шеф владе. У случају да кандидат не добије подршку већине чланова Кнесета и не образује владу у року од 42 дана након избора, предсједник има прво да пренесе мандат за образовање владе на другог члана Кнесета. Ако се влада не може образовати, расписују се поновни избори.
Од 1996. до 2001. премијер-министра су непосредно бирали грађани, избори за шефа влада одржани су упоредо за парламентарним. За то вријеме, израелски грађани су три пута бирали премијер-министра на непосредним изборима, све док 2002. Аријел Шарон, забринут због све веће секторске фрагментације у израелској политици, није донио закон о укидању непосредног избора.

### Законодавна власт
Кнесет је једнодоми израелски парламент са 120 посланика. Политичке странке које су прошле изборни цензус (на изборима за 19. сазив Кнесета био је 3,25%) заступљене су у парламенту сразмјерно резултатима општих избора према страначким листама. Парламентарни избори одржавају се сваке четири године или чешће, уз подршку просте већине посланика за одлуку о ванредним изборима. У изузетним случајевима, Кнесет такође може одлучити да продужи свој мандат (нпр. избори за 8. сазив Кнесета одложени су због Јомкипурског рата).
Дужности Кнесета укључују доношење закона (укључујући Основни закон), надгледање дјелатности владе, именовање министара и избор низа других званичника, укључујући предсједника и Државног контролора. Кнесет има овлашћење да укине имунитет било ком посланику, смијени предсједника, државног контролора и премијер-министра са дужности и изгласа неповјерење влади, за шта је потребано да гласа најмање 61 посланик.

### Судска власт
Израел има тростепени правосудни систем. Нижи ниво су судови за прекршаје који се налазе у већини градова земље. Изнад њих су окружни судови који се налазе у шест израелских округа. Они разматрају жалбене предмете, а функционишу и као првостепена инстанција. Трећи и највиши ниво је Врховни суд, који се налази у Јерусалиму. Он има двоструку улогу, разматра жалбе и служи као првостепена инстанција — Виши суд правде. Он обавља посљедњу улогу, разматрајући жалбе како грађана, тако и страних држављана, на одлуке државних органа.
Израелски правни систем комбинује англосаксонско право, прописе из времена британског мандата и јеврејско, хришћанско и муслиманско религијско право. Заснива се на систему stare decisis (прецедената) и тзв. адверсарном систему, када странке излажу доказе суду. Парнице воде професионалне судије, а не порота. Бракови и разводи су под надлежношћу религијских судова: јеврејских, муслиманских, друзских и хришћанских. Специјални одбор Кнесета, чланови Врховног суда и израелска адвокатска комора имају овлашћење избора нових судија.
Израел није члан Међународног кривичног суда из страха да ће његове одлуке бити пристрасне због међународног политичког притиска.

### Правни систем
До 1922. основа правног система региона била је Маџала — османска кодификација (1869—1876). С британским мандатом над Палестином 1922, османско право је постепено замијењено британским, а од 1948. израелским. Међутим, Маџала је коначно укинута тек 1984. посебним израелским законом. Закон о основама права донијет је 1980, којим је коначно обезбјеђена независност израелског правног система од британског.
Декларација о независности из 1948. одредила је 1. октобар те године као датум за усвајање израелског устава. Међутим, устав као јединствен документ највише правне снаге у Израелу не постоји, због неслагања о многим питањима у израелском друштву. Неки израелски научници сматрају да се Декларација о независности може смарати уставом, јер садржи списак политичких и грађанских права у облику у којем је забиљежено у низу демократских устава који су на снази у свијету, међутим Врховни суд Израела је одлучио да Декларација о независности нема снагу уставног закона. Улогу приближну улози устава у израелским праву имају Основни закони Израела, посвећени различитим правним областима, усвојени појединачно од 1958. године.
Суштинска карактеристика израелског правног система је укључивање елемената јеврејског религиозног права, иако израелски закон није идентичан религиозном праву. Област у којој је религиозно законодавство у потпуности уграђено је лични статус. Под јурисдикцијом религиозних судова (јеврејских, муслиманских, друзских и хришћанских) налазе се акти грађанског статуса (брак, развод, сахрана). Према закону из 1967, Виши суд правде Израела је овлашћен да одреди обим надлежности религиозних судова, тако што ће им додијелити или повући одређене предмете.
Жеља израелског друштва за компромисом, прихватљивим за религиозне и нерелигиозне кругове, као и за очувањем националних традиција у државном и јавном животу земље, изражена је у тзв. статусу кво, који је настао још прије настанка јеврејске државе:
- јурисдикција религиозних судова у области личног статуса (бракови и разводи) припадника сваке заједнице;
- признање Шабата као званичног одмора за Јевреје;
- поштовање захтијева за кашрутом у свим државним кухињама (укључујући војне и полицијске јединице и болнице);
- аутономна мрежа религиозних школа.

Принципи Халаха су дјелимично утицали на имигрантско законодавство (нпр. Закон о повратку).

### Политичке странке
До подјеле странака у Израелу на „лијеве” и „десне” дошло је због ставова о низу кључних питања, од којих најважније, за разлику од већине европских земаља, није друштвено-економско, него инострана политика (укључујући и аспект, као што су сигурне границе). Међутим, улогу имају и теме односа државе и религије и права и обавеза појединих етничких и субетничких заједница, усљед чега међу политичким странкама Израела традиционално се не издвајају само љевичарске, десничарске и центристичке, него и религиозне и арапске.
До 1977. све израелске владе образовао је блок лијевог центра, обично уз учешће религијских странака. Од „изборног преврата” 1977, у политичкој арени се стално одвија супарништво између блокова „широке љевице” и „широке деснице”, концентрисаних око странака „Авода” и „Ликуд”, које заузимају позиције нешто ближе центру од својих савезника. Од 1984. до 1990, због изједначености снага оба блока, земљом су владале тзв. владе националног јединства. Увођењем систем непосредних избора за премијер-министра 1996, паралелно са парламентарним изборима, довело је до појачаног „страначког полиморфизма” и повећања броја малих секторских странака и листа у Кнесету, од којих су челници највећих странака почели више да зависе при образовању коалиција. Покушај Аријела Шарона да створи нову „странку власти”, која би објединила умјерене десничарске и љевичарске лидере, није успио — странка „Кадима”, основана за изборе 2006, брзо је прокоцкала свој кредибилитет и послије седам година имала потешкоћа да савлада изборни цензус.

### Административна подјела
Израел је подијељен на 7 административних округа, под називом мехозот (хебр. מחוזות, једнина мехоз) — Јерусалим, Јужни, Сјеверни, Тел Авив, Хаифа, Централни и Јудеја и Самарија, чији је статус упитан на међународном нивоу. Окрузи су подијељени на 15 подокруга — нафот (хебр. נפות, једнина нафа), који су даље подијељени на 50 рејона. У статистичке сврхе издвајају се и четири урбане агломерације: Јерусалим (1,3 милиона становника), Тел Авив (3,9 милиона), Хаифа (око 940 хиљада) и Бер Шева (око 380 хиљада). У 15 градова у Израелу живи 100 хиљада или више становника. Највећи од њих према подацима из 2023. био је Јерусалим, са преко 800 хиљада становника; Тел Авив на другом мјесту (430 хиљада) и Хаифа на трећем (преко 265 хиљада).
| Округ             | Адм. средиште | Највећи град | Бр. становника (2021) | Бр. становника (2021) | Бр. становника (2021) | Бр. становника (2021) |
| Округ             | Адм. средиште | Највећи град | Јевреји               | Арапи                 | Укупно                | Напомене              |
| ----------------- | ------------- | ------------ | --------------------- | --------------------- | --------------------- | --------------------- |
| Јерусалим         | Јерусалим     | Јерусалим    | 66%                   | 32%                   | 1.209.700             | а                     |
| Сјеверни          | Ноф Хагалил   | Назарет      | 42%                   | 54%                   | 1.513.600             |                       |
| Хаифа             | Хаифа         | Хаифа        | 67%                   | 25%                   | 1.092.700             |                       |
| Централни         | Рамла         | Ришон Лецион | 87%                   | 8%                    | 2.304.300             |                       |
| Тел Авив          | Тел Авив      | Тел Авив     | 92%                   | 2%                    | 1.481.400             |                       |
| Јужни             | Бершева       | Ашдод        | 71%                   | 22%                   | 1.386.000             |                       |
| Јудеја и Самарија | Ариел         | Модин Илит   | 98%                   | 0%                    | 465.400               | б                     |

^а  Укључујући 361.700 Арапа и 233.900 Јевреја у Источном Јерусалиму, ажурирано: 2020.
^б  Само држављани Израела.

### Контролисане (окупиране) територије
Због побједе у Шестодневном рату 1967, Израел је заузео и успоставио своју власт над Западном обалом, Источним Јерусалимом, Појасом Газе и Голанском висоравни. Такође је заузео Синајско полуострво, али се повукао и вратио контролу Египту као дио Египатско-израелског мировног споразума из 1979. године. Израел је од 1985. до 2000. окупирао дио јужног Либана, у ономе што је познато као Сигурносни појас. Од када је Израел заузео наведене територије, у оквиру сваке од њих, изузев Либана, изграђена су израелска насеља и војне инсталације.
Голанска висораван и Источни Јерусалим су у потпуности укључени у Израел према израелским законима, али не и према међународном праву. Израел је примијенио грађански закон на обје области и дао је њиховим становницима статус сталног боравка и могућност да поднезу захтјев за држављанство. Савјет безбједности УН прогласио је анексију Голанске висоравни и Источног Јерусалима „ништавним” и наставља да посматра територије као окупиране. Статус Источног Јерусалима био је тешко питање у преговорима између израелских и палестинских представника, пошто Израел на њега гледа као своју суверену територије, као и дио своје пријестонице.
Западна обала, искључујући Источни Јерусалим, позната је у израелском правном систему као Јудеја и Самарија; скоро 400.000 израелских досељеника живи у тој области и сматрају се дијелом израелске популације, имају представнике у Кнесету, на њих се примјењује велики дио израелских грађанских и кривичних закона, а њихова производња сматра се дијелом израелске економије. Сама територија не сматра се дијелом Израела према израелском закону, пошто се Израел свјесно уздржао од анексије територије, а да се никада није одрекао свог правног права на територију или дефинисао границу са том облашћу. Не постоји граница између Израела и Западне обале за израелска возила. Израелско политичко противљење анексији је првенствено због перципиране „демографске пријетње” укључивања палестинског становништва Западне обале у Израел. Изван израелских насеља, Западна обала остаје под непосредном израелском војном влашћу, а Палестинци у тој области не могу постати израелских држављани. Међународна заједница сматра да Израел нема суверенитет над Западном обалом и сматра да је израелска контрола над тим подручјем најдужа војна окупација у савременој историји. Западну обалу је окупирао и анектирао Јордан 1950, након споразума о примирју 1949. године. Само је Британија признала ову анексију и Јордан је од тада препустио своје право на територију Палестинског ослободилачкој организацији. Становништво су углавном Палестинци, укључујући избјеглице из Арапско-палестинског рата 1948. године. Од окупације 1967. до 1993. Палестинци који су живјели на овим територијама били су под израелском војном управом. Од размјене писама признања Израела и ПОО, већина Палестинаца и палестинских градова била под унутрашњом јурисдикцијом Палестинске управе, а само дјелимичном израелском војном контролом, иако је Израел у неколико наврата прерасподјелио своје трупе и поново успоставио пуну војну управу током периода немира. Као одговор на све веће нападе током Друге интифаде, израелска влада је почела да гради израелску баријеру на Западној обали. Када буде завршено, око 13% баријере биће изграђено на Зеленој линији или у Израелу, а 87% унутар Западне обале.
Израелска тврдња о општем праву гласа доведена је у питање због упитних територијалних граница и истовременог проширења права гласа на израелске досељенике на окупираним територијама и ускраћивања права гласа њиховим палестинским сусједима. Тужба је такође оспорена због наводне етнократске природе државе.
Појас Газе се сматра „страном територијом” према израелском закону; Израел, заједно са Египтом, води копнену, ваздушну и поморску блокаду Појаса Газе; мјере за коју Израел и Египат тврде да их спроводе због озбиљних безбједносних забринутости, посебно од Хамаса. Ова блокада је навела међународну заједну да Израел сматра окупаторском силом. Појас Газе је окупирао Египат од 1948. до 1967, а потом Израел након 1967. године. Као дио израелског једностраног плана повлачења, Израел је 2005. уклонио све своје насељенике и снаге са територије, међутим, наставља да одржава контролу над ваздушним простором и територијалним водама. Након битке за Газу 2007, када је Хамас преузео власт у Појасу Газе, Израел је пооштрио контролу над прелазима у Газу дуж своје границе, као и морем и ваздухом, и спријечио особе да уђу и изађу из тог подручја осим изолованих случајевима које је сматрао хуманитарним. Газа дијели границу са Египтом, а споразум између Египта, Европске уније и Палестинске управе регулисао је начин којим ће се прелазак преко границе одвијати (пратили су га европски посматрачи). Примјена демократије на палестинске држављане и селективна примјена израелске демократије на Палестинским територијама под израелском контролом је критикована.
| Подручје           | Подручје            | Управа | Признање органа управљања                                    | Суверенитет полаже                                                     | Признање                                                                |
| ------------------ | ------------------- | --- | ------------------------------------------------------------ | ---------------------------------------------------------------------- | ----------------------------------------------------------------------- |
| Појас Газе         | Појас Газе          | Палестинска народна самоуправа (дејуре) Контролише Хамас (дефакто)                                        | Свједоци Споразума Осло II                                   | Палестина                                                              | 139 држава чланица УН                                                   |
| Западна обала      | Палестинске енклаве | Палестинска народна самоуправа и Израелска војска                                                         | Свједоци Споразума Осло II                                   | Палестина                                                              | 139 држава чланица УН                                                   |
| Западна обала      | Област              | Закон о израелским енклавама (израелска насеља) и Израелска војска (Палестинци под израелском окупацијом) | Свједоци Споразума Осло II                                   | Палестина                                                              | 139 држава чланица УН                                                   |
| Западна обала      | Источни Јерусалим   | Израелска управа                                                                                          | Хондурас, Гватемала, Науру и Сједињене Државе                | Палестина                                                              | Кина, Русија                                                            |
| Западни Јерусалим  | Западни Јерусалим   | Израелска управа                                                                                          | Русија, Чешка, Хондурас, Гватемала, Науру и Сједињене Државе | Уједињене нације као међународни град, заједно са Источним Јерусалимом | Разне земље чланице УН и ЕУ; заједнички суверенитет је широко подржаван |
| Голанска висораван | Голанска висораван  | Израелска управа                                                                                          | Сједињене Државе                                             | Сирија                                                                 | Све државе чланице УН, осим Сједињених Држава                           |
| Израел (ужи)       | Израел (ужи)        | Израелска управа                                                                                          | 164 државе чланице УН                                        | Израел                                                                 | 164 државе чланице УН                                                   |

#### Међународно мишљење
Међународни суд правде, главни правосудни орган УН, рекао је, у свом савјетодавном мишљењу из 2004. о легалности изградње баријере на Западној обали, да територије које је Израел заузео у Шестодневном рату, укључујући Источни Јерусалим, јесу окупиране територије и даље утврдио да је изградња зида унутар окупиране Палестинске територије кршење међународног права. Већина преговора о територијама вођена је на основу Резолуције 242 Савјета безбједности УН, која наглашава „неприхватљивост стицања територија ратом” и позива Израел да се повуче са окупираних територија у замјену за нормализацију односа са арапским државама, принцип познат као „Земља за мир”. Израел је критикован због систематског и широко распрострањеног кршења људских права на окупираним територијама, укључујући саму окупацију, као и ратне злочине против цивила. Савјет за људска права УН упутио је оптужбе које укључују кршење међународног хуманитарног права, а Стејт департмент је назвао извјештаје о кршењу значајних људских права Палестинаца „вјеродостојним” и унутар Израела и на окупираним територијама. Amnesty International и друге невладине организације су документовале масовна произвољна хапшења, мучења, противправна убиства, систематске злоупотребе и некажњивост у тандему са ускраћивањем права на палестинско самоопредјељење. Као одговор на такве оптужбе, премијер Нетањаху је бранио снаге безбједности наводећи да штите недужне од терориста и изразио презир према ономе што описује као недостатак бриге о кршењу људских права које су починили „криминалци убице”.

### Права човјека
Декларација о независности Израела прокламовала је да ће нова држава „бити утемељена на основама слободе, правде и мира… Оне ће остварити потпуну друштвену и политичку једнакост свих својих грађана без разлике религије, расе или пола. Обезбједиће слободу вјероисповијести, право на употребу матерњег језика, право на образовање и културу. Она… ће бити вјерна принципима Повеље Уједињених нација.” Истовремено, од свог оснивања у Израелу, није постојао закон о правима човјека. Тек 1992. усвојена су два основна закона Израела — о слободу занимања и о достојанству и слободи човјека, на основу којих је накнадно изграђена пуноправна повеља о правима. „Уставна револуција” у Израелу је у међународним академским круговима виђена као велико достигнуће права човјека; међутим, бројна дејства и закони израелска владе донијети током периода десничарско-религиозне коалиције на власти изазвале су критику и сумње да статус Израела као „једине демократијее на Блиском истоку” остаје стварност.
Freedom House, невладина организација са сједиштем у Вашингтону, у свом извјештају за 2023. дала је Израелу укупно оцјену 77 од 100 (на скали од 1 „најслободнија земља” до 100 „најмање слободна земља”). За компоненту политичка слобода, Израел је у овом извјештају добио оцјену 34 од могућих 40, а за компоненту грађанских слобода 43 од могућих 60. Међутим, Западна обала, која је већином под израелском војном или административном контролом, добила је оцјену 22 од могућих 100. За компоненту политичка слобода добила је 4 од могућих 40, док је за компоненту грађанске слободе добила 18 од могућих 60. Организација за овакво стање права и слобода криви како израелску странку, тако и палестинске власти. На годишњој ранг листи за слободу штампе Репортера без граница, Израела је 2023. био на 86. мјесту од 180 земаља. Иако се израелска штампа генерално описује као слободна (ријетка појава на Блиском истоку), војна цензура и кршење права палестинских и страних новинара, нарочито у погледу извјештавања о ситуацији у Појасу Газе, снижавају ранг.

#### Критика политике у Јудеји, Самарији и Гази
Политика коју спроводи Израел на контролисаним територијама изазива негодовање широке јавности и оштре критике бројних политичара, УН, западних фондација и непрофитних организација за људска права, укључујући  и . На домаћем плану, радње владе критикују организације за људска права као што је „Бецелем”. Извјештаји ових организација садрже бројне наводе о мучењу у израелским затворима, обесправљену Палестинаца, уништавању палестинских домова, агресивном понашању јеврејских досељеника, пред којим израелска војска затвара очи.
Израелски званичници тврда је УН и организације за права човјека примјењују двоструке стандарде за Израел по питањима права човјека. Тврде да је Израел једина демократска држава на Блиском истоку, али већина критика у области права човјека усмјерена је против Израела. Према политикологу Мичелу Барду, израелски закон забрањује произвољна хапшења и штити права оптужених, а правосуђе је независно од владе; он такође негира постојање политичких затвореника у Израелу.

### Спољна политика
Од септембра 2020. Израел одржава дипломатске односе са 164 од 192 чланице Уједињених нација и има преко 107 дипломатских мисија. Само двије чланице Арапске лиге већ дуже вријеме имају успостављене редовне односе са Израелом — Египат од 1979. и Јордан од 1994. године. Чак је и промјена режима у Египту и долазак Муслиманске браће на власт довела само до пада нивоа дипломатских односа између двије земље, али не и до њиховог раскида. Мауританија је успоставила пуноправне дипломатске односе 1999, али је у јануару 2009. најавила замрзавање политичких и економских односа са Израелом због израелске операције у Појасу Газе. Још двије чланице Арапске лиге, Мароко и Тунис, имале су дипломатске односа са Израелом до 2000, али су почетком Друге интифаде привремено суспендовани; истовремено је затворена израелска трговинска мисија у Оману. У августу 2020. Уједињени Арапски Емирати су објавили пуно нормализацију односа са Израелом, а убрзо затим и Бахреин. Према израелском закону, Ирак, Иран, Либан, Сирија, Саудијска Арабија и Јемен су непријатељске државе и израелским грађанима није дозвољено да посјећују ове земље без посебне дозволе министарства унутрашњих послова. Израел је од 1995. члан Средоземног дијалога, који стимулише интеракцију између седам средоземних земаља и чланица НАТО.
Иран је имао дипломатске односе са Израелом за вријеме владавине Пахлавија, али је послије Исламске револуције прекинуо све везе. Израел и Турска нису одржавали пуне дипломатске односе до 1991, иако су били у интеракцији од 1949, од тренутка када је Турска признала Израел. Међутим, послије израелске операције у Појасу Газе 2009. и заробљавања „Флотиле слободе” 2010, односи са Турском су се нагло погоршали.
Најближи савезници Израела су Сједињене Државе, Уједињено Краљевство, Њемачка и Индија. Сједињене Државе су признале Израел дефакто већ дан послије проглашења независности — 15. маја 1948, а Израел је временом добио статус главног савезника САД изван НАТО. Амбасада САД у Израелу је 2018. премјештена у Јерусалим, што је навело бројне латиноамеричке земље да слиједе њен примјер; прије тога, више од деценије, није постојала ниједна страна амбасада у Јерусалиму. Блиске везе између Израела и Њемачке укључујућу интеракције у науци, образовању, војним партнерствима и блиским економским везама. Индија је започела пуне дипломатске односе 1992. и од тада подстиче војну и културну сарадњу са Израелом. Уједињено Краљевство одржава пуне дипломатске односе са Израелом од проглашења независности и имају међусобно јаке трговинске везе.
Израел је придружени члан Европске уније од 1995. године. Због свог географског положаја и политичког устројства, Израел је важан учесника у пројекту Унија за Медитеран и Барселонском процесу евросредоземне сарадње.
Израелски министар одбране Бени Ганц је 24. новембра 2021. саопштио да је потписао меморандум о разумијевању у области одбране са мароканским министром-делегатом при предсједнику владе за питања националне одбране Абделатифом Лудити у Рабату.

### Војска и службе безбједности

#### Војска
Израелске одбрамбене снаге (Цахал) чине копнена војска, ратно ваздухопловство и ратна морнарица. Образоване су 1949. током Рата за независност од паравојних јединица, углавном Хагане, чије је образовање претходило проглашењу независности. Цахал такође користи информације Војне службе (Аман), која сарађује са Мосадом и Шабаком. Оружане снаге Израела се сматрају једним од најбољих у свијету како по степену обучености припадника, тако и по техничкој опремљености.
Већина Израелаца се регрутује у војску у доби од осамнаест година. Мушкарци служе три године (од 2020. у неборбеним јединицама — 2,5 године), а жене двије. По завршетку војне службе, израелски мушкарци одлазе у резервни састав и сваке године пролазе кроз вишенедјељну обуку у резервном саставу (милуим), док не напуне 40 година (за одређене чинове и специјалности, максимална старост за милуим достиже 42 и 49 година). Већина жена је ослобођена службе у резерви. Израелски муслимани (осим Друза), хришћани и ученици јешива (јеврејских религиозних образовних институција) ослобођени су војне службе; покушаји да се ове привилегије укину трају већ дуже вријеме. Од 2015. око 1700 муслиманских добровољаца служило је у Цахалу, углавном бедуина. Грађани ослобођени војне службе могу обављати Шерут Леуми (алтернативну службу) као волонтери у болници, школама и другим установа социјалне заштите. Са пуним резервним саставом, Хацал може достићи 800 хиљада припадника, што је упоредиво са величином оружаних снага сусједних арапских државама, а по броју оклопних возила Израел превазилази све европске чланице НАТО-а.
Од проглашења независности, Израел издваја значајан удио свог БДП-а на одбрану. Нпр. 1984. такви трошкови су износили 24% БДП-а. Овај удио је пао на 5% према подацима из 2021, међутим, и даље је остао велики — по овом показатељу Израел се налази на једанаестом мјесту на свијету, упоредо са Јорданом и изнад Русије и Сједињених Држава.
Израелска војска је наоружава углавном високотехнолошким оружјем произведеним како у Израелу, тако и у другим земљама. Сједињене Државе су најважнији страни спонзор Хацала; тако ће за деценију од 2019. до 2028. планирала америчка војна помоћ Израел бити 38 милијарди долара. Израелско-амерички војни пројектил, ракета „Хец” (хебр.  — „стријела”) један је од ријетких антибалистичких система те врсте.
Од Јомкипурског рата, Израел је развијао сопствени извиђачки сателитски систем. Успјех програм „Офек” омогућио је Израелу да самостални лансира сателите. Израел производи сопствене борбене тенкове „Меркава” (хебр.  — „кочија”). Осим тога, Израел је један од свјетских лидера у производњи беспилотне војне авијације и један од водећих извозника оружја.
Израел није потписник Уговора о неширењу нуклеарног оружја и води политику неизвјесности у погледу посједовања нуклеарних бојевих глава. Према експертима из Стокхолмског института за истраживање мира, Израел је 2022. имао приближно 90 бојевих глава. Према другим процјенама, број бојевих глава је већи — до 200 или чак 400. Стручњаци за оружје вјерују да Израел има пуноправну „нуклеарну тријаду” за испоруку бојевих глава до циља.

#### Полиција
Израелска полиција се налази под надлежношћу министарства унутрашње безбједности. Контакт број полиције у Израелу је 100.
Израелска полиција је професионална организација са 35 хиљада запослених према подацима из 2014. (од којих око 8 хиљада припада граничној полицији). Рад полиције помаже 70 хиљада добровољаца „Грађанске гарде” („Мишмар Језрахи”). Поред Магава, полицијску структуру чини и јединица за борбу против тероризма („Јамам”), основана 1974; њени задаци укључују спрјечавање терористичких напада, хватање терориста и ослобађање талаца.

#### Обавјештајне службе
Израелске службе безбједности су: „Шабак” (или „Шин Бет”) — општа служба безбједности Израела, „Аман” — војна служба Израела, и „Мосад” — одјељење за обавјештајне и специјалне задатке, политичка обавјештајна служба Израела.
Шабак се бави контраобавјештајним дјелатностима и одговоран за унутрашњу безбједност. Његови задаци обухватају сузбијање шпијунаже, одавања државних тајни, тероризма и политичке субверзије. Шабаку је повјерена заштита премијер-министра Израела и других чланова владе, објеката одбрамбене индустрије, израелске имовине у иностранству; такође надгледа општу безбједност националног авио-превозника „Ел Ал”.
Аман, као орган управе војне обавјештајне службе у Цахалу, бави се ваздушним и радиоелектронским обавјештајним пословима, прикупља информације уз помоћ војних аташеа у различитим земљама и јединица специјалних снага које дјелују иза непријатељских линија. Аман је одговоран за припрему дневних националних брифинга премијер-министра и владе, студије случаја о сусједним арапским државама и процјењује вјероватноћу избијања војних дејстава.
Мосад је спољна обавјештајна служба и бави се прикупљањем и анализом обавјештајних информација, као и тајним специјалним операцијама изван Израела.

## Привреда и финансије
Планирани државни буџет Израела за 2019. је 479,6 милијарди шекела са планираним дефицитом од 2,9%. У односу на претходну годину, раст буџета је 4,3%. Државни порески приходи за 2018. смањени су за 4,5 милијарди шекела, док су државни расходи повећани за 18 милијарди шекела.
Паритет куповне моћи БДП Израела за 2023, према Свјетској банци, износио је 533,9 милијарде америчких долара — 48. у свијету и 5. у југозападној Азији (послије Турске, Саудијске Арабије, Ирана и Уједињених Арапских Емирата). Структура израелске привреде има карактеристике постиндустријског друштва, са доминантном улогом услужног сектора у БДП. У обиму БДП учешће индустријске производње за 2017. износило је 26,5%, услуга 69,5% и пољопривреде 2,4%. Укупно радно способно становништво — 4,186 милиона, процијењена стопа незапослености од 5.0% (78. у свијету).
Израел се сматра једном од најразвијенијих земаља југозападне Азије у смислу економског и индустријског развоја. Земља се налази на 49. мјесту (од 180) на ранг-листи Свјетске банке о лакоћи пословања, према извјештају из 2018. и 16. (од 137) у Индексу глобалне конкурентности Свјетског економског форума из 2017. године. Од  2017, Forbes је рангирао Израел на 24. мјесто од 161 земље у свијету по пословању.
Израел је 2004. био на првом мјесту по броју предузећа у индексу Nasdaq међу земљама изван Сјеверне Америке, 2014. је био на другом мјесту послије Кине на списку свих Nasdaq предузећа изван Сједињених Држава. Од 2018. Израел је остао једина блискоисточна држава уврштена на Nasdaq: свих 98 предузећа са Блиског истока имало је сједиште у Израелу. Израел је 2010. примљен у Организацију за економску сарадњу и развој, која обухвата социо-економски најразвијеније земље свијета.
Израел је свјетски лидер у очувању воде и технологијама геотермалне енергије. Напредне технологије у софтверу, телекомуникацијама, природним наукама чине Израел аналогним са Силицијумском долином у Сједињеним Државама. Међу предузећима која су изградила своје прве стране центре за истраживање и развој у Израелу су Intel,  и . Амерички милијардер Ворен Бафет је 2006. купио већински удио у израелском предузећу Iscar за 4 милијарде долара, што је била његова прва аквизиција изван Сједињених Држава, а остатак је купио седам година касније.
Истовремено се изражавају сумње у самодовољност израелске привреде, укључујући субвенције и помоћ из иностранства — прије свега из Сједињених Држава. Израел предњачи у укупној помоћи добијеној од Сједињених Држава послије Другог свјетског рата. Земља је 2023. добила 3,8 милијарди долара од Сједињених Држава, укључујући 3,3 милијарде долара за неодређене трошкове одбране. Почетком 2010-их, удио америчке помоћи у буџету за одбрану Израела износи је до 22%.

### Индустрија и енергетика
Израелска индустрија производи високотехнолошке производе, као и производе од папира и дрвета, калијумска и фосфорна ђубрива, натријум-хидроксид и друге хемикалије, лијекове, грађевински материјал, пластику, брушене дијаманте, текстил, обућу, храну, пиће и дуван. Раст индустријске производње у 2021. износио је 6,05%.
Израел углавном извози сировине, оружје, средства за производњу, необрађене дијаманте, гориво, жито, робу широке потрошње. Према Институту Блиског истока, 23,6% израелско извора у 2016. били су брушени дијаманти, 19,7% рачунарска, електронска и оптичка опрема, 12,4% хемијски производи и 11,5% одбрамбени производи. Земља је 2017. била пета у свијету по извозу наоружања и одбрамбених технологија, послије Сједињених Држава, Русије, Француске и Њемачке. Пет година раније у Израелу је било 1006 предузећа и 312 самосталних предузетника у области извора одбрамбене технологије.
Израел води политику субвенционисања предузећа која се баве истраживањем или имплементацијом нових технологија, годишње издваја око 400 милиона долара у ове сврхе. Додјелом субвенција управља Израелска управа за иновације (раније позната као Биро главног научника) прије Министарству трговине. Предузећа која су добила субвенције компензују министарству у виду процента од продаје производа (управа добија око 100 милиона долара годишње).
Израел у потпуности обезбјеђује сопствене потребе за електричном енергијом. Према Свјетској књизи факата ЦИА, по процјени из 2020. инсталирани производни капацитет је 18,993 милиона кв, док је по процјени из 2019. потрошено је 59, 192 милијарде кв/ч. Продато је 6,243 милијарде кв/ч електричне енергије.
Дуги низ година, Електропривреда Израела је имала монопол у области снабдијевања електричном енергијом. Од 2013. почела је производња електричне енергије у индустријским размјерама у приватни електранама, чији је удио у укупној производњи достигао 29% до 2016, међутим у првим годинама струју су могли да продају потрошачу само преко посредника. Након више од 20 година припремних процеса, 2018. је потписан споразум о отварању тржишта електричне енергије за потрошаче конкуренцији, што би требало да омогући смањење цијене електричне енергије за потрошаче.

### Пољопривреда
Према Свјетској књизи факата ЦИА, израелска пољопривреда запошљава 1,1% радно способног становништва, али обезбјеђује 93% снабдијевања храном у земљи. Неке житарице и уљарице, месо, кафа, какао и шећер се увозе у Израел. Истовремено, извози се значајна количина домаћих пољопривредних производа (у 2005. чинило је 2,4% укупне вриједности извора робе). Према различитим процјенама, сваки Израелац запослено у пољопривреди може да прехрани више од 50 до више од 90 својих сународника.
Око 80% пољопривредне производње отпада на два типа газдинстава — кибуце и мошаве (задружна села са мјешовитим типом привређивања). Најважније гране пољопривреде су: производња цитруса, поврћа, памука, говедине, живине и млијека.
У период од педесетих до средине деведесетих година 20. вијека, дошло је до значајног повећања површине пољопривредног земљишта, укључујући и наводњавано земљиште (1990-их то је било око половине укупне површине од 455 хиљада хектара). Истовремено, између 1952. и 1984. дошло је до осмоструког повећања пољопривредне производње. У највећим количинама гаје се памук, кикирики, сунцокрет, пшеница, цитруси (чији се значај удио извози), парадајз и кромпир. Преко 60% израелске потрошње воде иде на пољопривредни сектор.
Укупна производња млијека у Израелу 2010. износила је 1,304 милијарде литара, а 2014. 1,523 милијарде литара. Просјечна израелска крава производи 12.083 литра млијека (подаци из 2014.), што је више од просјечне млијечности америчке краве (9331 кг годишње) и европске краве (6139 кг према подацима из 2009.). Рекордни годишњи принос млијека у Израелу је 18.900 литара са 5% млијечне масти. Упркос забрани свињског меса у јудаизму и исламу, двије преовлађујуће религије у Израелу, свињогојство постоји у индустријском обиму у земљи; крда кибуца Мизра и Лахав су почетком 2010-их износила до 10 хиљада грла.

### Туризам
Туризам је важан дио израелске привреде. У израелском туристичком бизнису запослено је око 195 хиљада људи — 6% од укупног броја запослених. Почетком 21. вијека око 3% БДП Израела настало је у области туризма и рекреативних услуга. Основне компоненте међународног туризма у Израелу су посјете рођацима (око трећине свих посјета Израелу), рекреација и разгледање, ходочашће, пословни туризам и лијечење. Јерусалим је нарочито популаран међу страним туристима, којег посјећује 75% од укупног броја посјетилаца, значајно интересовања изазивају љековити извори Мртвог мора и Тиберијадског језера. Истовремено, Арапско-израелски сукоб, који остаје неријешен, дјелује као фактор који кочи раст међународног туризма.
Према подацима из 2017. Израел је посјетило 3,6 милиона туриста, а узимајући у обзир једнодневне посјете — више од 3,8 милиона (укључујући скоро 780 хиљада из САД, више од 300 хиљада из Русије и Француске и више од 200 хиљада из Њемачке), приходи од туризма износили су 20 милијарди шекела. Истовремено, упоредив број израелских држављана годишње путује у иностранство.

### Саобраћај и комуникације

#### Саобраћај
Укупна дужина пруга 2019. је 1384 км. Дужина аутопутева је по подацима из 2017. била 19.555 км (сви асфалтирани), од чега су 449 км брзи путеви. Саобраћај се одвија десном страном пута, а жељезнички лијевом (резултат снажног британског утицаја крајем 19. и почетком 20. вијека). У земљи се по подацима из 2021. налазе 42 аеродрома, од којих су 33 асфалтирана, а 9 неасфалтираних, као и 3 хелиодрома. Међународне летове примају три аеродрома: аеродром Бен Гурион Тел Авив, аеродром Еилат и аеродром Хаифа. Ел Ал, основан 1948, највећа је израелска авио-компанија. Укупна дужина гасовода је 763 км, а нафтовода 442 км. Четири главне морске луке налазе се у Ашдоду, Хадери, Еилату и Хаифи. Од 2007. у Хаифи се налази прва приватна лука у земљи.
Аутобуси на почетку 21. вијека постају главни облик јавног превоза у Израелу. Аутовуске линије повезују скоро сва насеља. Највећа израелска аутобуска компаније Егед била је друга по величини у свијету 2001, а опслуживала је 70% аутобуског путничког саобраћаја у земљи. Први израелски лаки шински систем отворен је у Јерусалиму 2011. године. Од августа 2013. у Хаифи ради Метронит аутобуска мрежа која обухвата три линије и повезују Хаифу са сјеверним предграђем (Каиот). Постоји и подземна успињача Кармелит, уписана у Гинисову књигу рекорда као најкраћи оперативни подземни систем на свијету.

#### Телефонске везе и интернет
Министарство комуникација Израела је регулатор дјелатности свих организација које послују у области комуникација. Додјељивање ИП адреса, одржавање домена .il и још много тога обавља Израелска интернет асоцијација.
Највећи дио жичаних комуникационих услуга у Израелу 2016. пружиле су два предузећа (Безек и Hot Telecommunications Systems), а услуге мобилне комуникације пружало је 5 предузећа. Од 2017, у земљи је било 10,54 милиона претплатника мобилне телефоније (1,27 претплатника на сваког становника Израела) и 3,24 милиона претплатника фиксне телефоније. Сви телефонски бројеви у Израелу су седмоцифрени, којима претходни мјесни код (02 — Јерусалим, 04 — Хаифа, 09 — Шарон итд.) или код мобилног телефона (050, 052 итд.).
Израел има развијену индустрију информационих технологија, а израелско друштво сматра се једним од технолошких најразвијенијих на свијету. Израел је 2008. био на другом мјесту у свијету по броју рачунара са приступом интернету по глави становника. Број интернет претплатника 2014. процијењен је на око 2 милиона, а број корисника на 5,6 милиона људи. Брзина интернет навигације у просјеку била је 40 мБ/с. Свака породица имала је у просјеку пет уређаја повезаних на интернет. Аудио и видео датотеке на спољним севрима складиштило је 45% корисника. До средине 2022, број корисника интернета у земљи је процијењен на 7,9 милиона људи или 90% укупне популације земље.

#### Поштанске услуге
Поштанске услуге у Израелу обавља државно предузеће „Доар Исраел” (Пошта Израела; у марту 2006. Поштанска управа при Министарству комуникација — „Решут ха-доар” — преображена је у државно предузеће), као и приватне поштанске агенције и курирска предузећа. Државни монопол на масовне пошиљке укинут је 2007, као дио поштанске реформе, али „Доар Исраел” и даље контролише већину поштанског тржишта. Прелазак на самодовољоност довео је до смањења особља и општег погоршавања пословања предузећа, а 2018. објављен је пројекат његове дјелимичне приватизације.

### Финансијски сектор и трговина
Израел је члан Свјетске трговинске организације, а има споразуме о слободној трговини са Европском унијом и Сједињеним Америчким Државама. Овим надокнађује недостатак приступа многим блискоисточним тржиштима. Главни проблем израелске економије дуги низ година је негативан трговински биланс. Извоз је веома разнолик од 1990-их година.
Према Свјетској књизи факата ЦИА, спољни дуг Израела на крају 2020. превазишао је 132,5 милијарди долара. Девизне резерве земље на крају 2021. износиле су око 212,934 милијарди долара.
Иако је трговина хартијама од вриједности у Тел Авиву почела већ 1935, прије оснивања Државе Израел, прва (и од 2010-их једина) платформа за трговање хартијама од вриједности у Израелу — Телавивска берза — основана је 1953. године.

#### Банке
На челу кредитно-банкарског система налази се Банка Израела, основана 1954. године. Крајем 1990-их, влада је приватизовала три највеће банке у земљи: Банка Леуми ле Исраел, Банка Апоалим и Банка Дисконт ле Исраел. Од 2008. у Израелу постоји много комерцијалних банака (мјесних и страних филијала), хипотекарних и инвестиционих банака. Банкарски систем карактерише висок степен специјализације.
Према подацима Банке Израела, у земљи званично дјелују представништва страних банака и финансијских група. Неке од њих имају статус пуноправних банака и пружају клијентима потпуни списак банкарских услуга. Друге имају статус комерцијалних, индустријских или инвестиционих, па је спсиак њихових услуга уског профила.

### Валута
Државна валута Изрела од 1985. је нови израелски шекел. Нови шекел је потпуно конвертибилна валута од 1. јануара 2003. године. Од 26. маја 2008. нови шекел, заједно са неколико других потпуно конвертибилних валута, користи се за обрачунавање у међународном међубанкарском систему CLS.
Количина готовине у оптицају у Израелу на крају 2019. била је око 87,2 милијарде шекела. Употреба кредитних картица, међународних и мјесних, кредитног предузећа „Исракарт”, које се не могу користити у иностранству или при онлајн куповини, широко је распрострањена (издато је око 500 хиљада таквих картица). Банка Израела је, у оквиру своје усклађености са међународним безбједносним стандардима, обавезала сва предузећа у земљи да од 2019. користе терминале који могу да учитају EMV чипове.

### Међународни економски односи
Највећи удио израелског извоза по подацима из 2020. иде у Сједињене Државе (26%), Кину (9%), Уједињено Краљевство (7%). Водећи увозници робе у Израел по подацима из 2020. су Сједињене Државе (12%), Кина (11%), Њемачка (7,5%), Швајцарска (7%) и Турска (6%). Уопштено, вриједност извезене робе према процјени из 2021. износи 143, 884 милијарде долара, док вриједност увоза по истој процјени износи 124,578 милијарди долара.
Главне компоненте израелског извоза су дијаманти, интегрисана кола, рафинисана нафта, медицински инструменти, лијекови и мјерни инструменти. Један од највећих прихода Израела је извор оружја и одбрамбене опреме. Према подацима Стокхолмског института за истраживање мира, Израел је 2017. био један од пет највећих изворника оружја на свијету, послије Сједињених Држава, Русије, Француске и Њемачке.
Главне компоненте израелског увоза су необрађени дијаманти, аутомобили, сирова нафта, рафинисана нафта и опрема за емитовање. Израел, као један од главних изворника оружја, такође међу главни увозницима, заузимајући 18. мјесто у свијету према подацима из 2017. године. Оружје се увози из четири главна извора: Сједињених Држава, Канаде, Њемачке и Италије.

### Наука и технологија
Израел је један од водећих свјетских произвођача високе технологије и почетком 2010-их имао је највећи број високотехнолошких и стартап предузећа по главни ставновника. Посједујући оскудне водне ресурсе, Израел је развио технологије за уштеду воде. Један је од лидера у употреби соларне енергије по глави становника.
Између 2002. и 2013, осам израелских држављана добило је Нобелове награде у научним дисциплинама. Израел је међу свјетским лидерима по броју научника и инжењера, научних публикација и регистрованих патената по глави становника, као и по удијелу БДП-а у инвестиција у истраживање и развој.

#### Свемирски програм
Израелска војна обавјештајна служба АМАН издвојила је 1981. године 5 милиона долара за истраживање свемирских летјелица и ракете-носача. Исте године је премијер Бегин одобио стварање израелског свемирског програма, а 1983. је основана Израелска свемирска агенција, на чијем челу је био физичар Јувал Нејман. Израел је 19. септембра 1988. лансирао свој први сателит „Офек-1” са лансирног мјеста Палмахим (хебр. פלמחים), користећи тростепену ракету-носач „Шавит” сопствене производње. Лансиран 1995, „Офек-3” је постао први израелски извиђачки сателит, касније су лансирани извиђачки сателити „Офек-5”, „Офек-7” и „Офек-9”. Уређаје за даљинску детекцију „Ерос”  развијене на основу програма „Офек”, истовремено користи израелско војно одјељење и користи се за снабдијевање висококвалитетним подацима међународног тржишта геопросторних података.
Низ израелских комуникационих сателита „Амос” (од енгл. Afro-Mediterranean Orbital System) развијало је домаће предузеће Israel Aerospace Industries (са изузетком шестог сателита у низу, који је развијен у Русији). Сателитима, чије је стварање дјелимично финансирала држава (удио државних инвестиција се не открива), управља предузеће Spacecom, са сједиштем у Рамат Гану. Први сателит у низу, направљен уз учешће француских и њемачких стручњака, у функцији је од 1996. године.
Док „Офек” наставља да се лансира у орбиту израелским ракетама са израелског полигона „Палмахим”, сателити других серија лансирани су у орбиту помоћу страних ракета-носача и са страних космодрома; нпр. прва два сателита серије „Ерос” лансирани су (2000. и 2006.) са руског космодрома Свободни помоћу ракете-носача Start-1.
Једини Израелац који је био у свемиру је Илан Рамон, који је био члан посаде спејс-шатла „Колумбија” 2003. године. НАСА разматра могућност укључивања Израелаца у међународне свемирске посаде.

#### Нуклеарни програм
Израелска атомска енергетска комисија (ИАЕК), основана 1952, бави се питањима израелског нуклеарног програма. Нуклеарни научници из Израела учествовали су у развоју француског нуклеарног наоружања, а француска страна је 1960-их у оквиру те сарадње изградила нуклеарни истраживачки центар у Негеву недалеко од Димоне, у чијој је основи био тешководни нуклеарни реактор. Још један нуклеарни истраживачки центар, базиран око лаководних реактора, изградили су 1950-их амерички војни стручњаци у оквиру програма „Атом за мир”. Неки од израелских нуклеарних објеката нису под контролом Међународне агенције за нуклеарну енергију, пошто Израел није приступио Уговору о неширењу нуклеарног оружја.
Снага лаководног реактора „Нахал Сорек” је 5 MW, а тешководног реактора у Димони је око 75—150 MW. Планови за изградњу потпуне нуклеарне електране од 1200 MW објављени су 2011, с планом снабдијевања до 10% потреба земље за електричном енергијом.

## Култура
Шаренило израелске културе потиче из разноликости становништва. Јевреји су из цјелог свијета са собом донијели своје културне и вјерске традиције, стварајући мјешавину јеврејских обичаја и вјеровања. Најбројнија мањина у Израелу, Арапи, такође је оставила трага у култури земље, посебно у областима као што је архитектура, музика и кухиња.
На територији Израела (укључујући контролисане територије) налази се 10 објеката, који се налазе на списку свјетске баштине Унеска:
- Стари град Јерусалима и његове зидине (1981);[500]
- Тврђава Масада (2001);[501]
- Стари град Акра (2001);[502]
- Бијели град Тел Авива (у стилу Баухауса) (2003);[503]
- Библијски телови — Мегидо, Хазор и Бершева (2005);[504]
- Пут тамјана — пустињски градови у Негеву (2005);[505]
- Бахајска светишта у Хаифи и Западној Галилеји (2008);[506]
- Споменици антропогенезе на планини Кармел (2012);[507]
- Пећине Мареши и Беит Гуврин у Јудејској долини (2014);[508]
- Некропола Беит Шеарим (2015).[509]

### Празници
На државном нивоу у Израелу се претежно обиљежавају традиционални јудејски празници и постови, као и дани повезани са историјом Државе Израел (Дан сјећања на Холокауст и хероизма, Дан сјећања на погинуле у ратовима Израела, Дан независности и Дан Јерусалима). Укупно, у Израелу се обиљежава 12 религијских (укључујући Шабат) и 4 секуларна празника; сви се настављају од заласка до заласка сунца, а њихови датуми су одређени по јеврејском лунарном календару. С тим у вези, сваке године државни празници у Израелу падају на различите датуме грађанског (грегоријанског) календара.
Истовремено, за сљедбенике других религија статус празника имају и њихови религијски и национални празници.

### Књижевност
Књижевност Израела је првенствено поезија и проза на хебрејском. Мањи број књига је објављен на другим језицима, као што су арапски, јидиш и руски. Према закону, два примјерка свих штампаних издања у Израелу морају бити послата у Националну библиотеку Израела Хебрејског универзитета у Јерусалиму. Од 2001. овај закон се примјењује и на копије аудио и видео записа и других формата издања. Најпознатији аутори књижевних дјела на хебрејском су пјесник Хаим Нахман Бјалик, добитник Нобелове награде за књижевност Шмуел Јосиф Агнон, а међу писцима наредних генерација су Ханох Бартов, Моше Шамир, романописци Аврам Б. Јехошуа и Амос Оз. Познати израелске аутори на другим језицима су Емил Хабиби (арапски), Велвл Чернин (јидиш), Игор Губерман, Дина Рубина и Ана Горенко (руски). Од 2000. дјела израелских арапских аутора укључена су у наставне планове и програме државних школа.
Сваке друге године у Јерусалиму се одржава Међународни сајам књига; поред тога, сваке године се одржава Седмица хебрејске књиге. Од 2000. главна израелска књижевна награда, Награда Сапир, додјељује се у оквиру Седмице хебрејске књиге.

### Музика
У Израелу је заступљена како традиционална јеврејска музика (укључујући синагогалну, хасидску и клезмерску) и музика страног поријекла, тако и савремени жанрови — нарочито џез и рок. Важну улогу у популарној музици првих година државности имале су тзв. „пјесме Земље Израела”, а касније, јачањем традиције источних заједница у мјесној култури, „мизрахи” стил у поп и етно року.
Израел има развијену мрежу музичких школа и академија, а један број универзитета има одсјеке за музикологију. Израелски филхармонијски оркестар, основан 1936. као Палестински симфонијски оркестар, осим у својој земљи, славу је стекао и широм свијету.
Од 1973. Израел скоро сваке године учествује на музичком фестивалу Песма Евровизије. Израелски пјевачки су четири пута побјеђивали на овом такмичењу, а 2019. Израел је био по трећи пут земља домаћин такмичења. Израелски фестивал и Фестивал камерне музике се редовно одржавају у Јерусалиму, а фестивал „Џез на Црном мору” и фестивал класичне музике у Еилату, фестивал клезмерске музике у Сафеду и фестивал литургијске музике у Абу Гошу (код Јерусалима).

### Позориште и филм
Крајем 19. вијека у Палестини настају аматерске позоришне групе. Прва професионална трупа основана је 1920. — „Хебрејско позориште у Земљи Израела” (постојало до 1927), а од 1932. у Палестини стално ради позориште „Хабима”. Након оснивања Израела, Хабиму и друга репетоарска позоришта субвенционише држава и градски савјети. Израелске кореографске групе, укључујући трупе „Бат Шева”, „Инбал” и „Бат Дор”, стекле су широку и међународну славу.
Иако прва кинематографска искуства у Палестини датирају с почетка 20. вијека, она су дуго остала нерегуларна, а тек од 1960-их професионални редитељи (Менахем Голан, Ефраим Кишон, Ури Зохар и други) обезбједили су прелазак на нови квалитетни ниво. Од 1967, Центар израелског филма ради под окриљем Министарства индустрије и трговине. Од 1970-их, израелски филмски ствараоци почели су да добијају награде на међународним филмским фестивалима, са сопственим међународним фестивалима одржаним у Јерусалиму, Тел Авиву и Хаифи.

### Ликовна умјетност и архитектура
Важан корак у развију ликовне умјетности у јеврејском јишуву било је отварање школе за умјетност и занате (касније Академија умјетности и дизајна) „Бецалел” у Јерусалиму 1906. године. У архитектури јишува су у почетку преовлађивале имитације источњачких и средњовјековних стилова, али су касније усвојени савремени материјали и искуству најновијих западних архитектонских школа, укључујући баухаус и функционализам. Општи развоја Тел Авива и Техниона у Хаифи одвијао се у овим стиловима. Након оснивања Израела, у земљи су радили познати страни архитекти као што су Оскар Нимајер (главна зграда Универзитета у Хаифи) и Филип Џонсон. Крајем 20. вијека, постмодернисте Моше Сафди и Давид Резник оставили су примјетан траг у израелској архитектури.
Удружење сликара и вајара основано је 1934. у Ерец Израелу (касније Савез умјетника Израела). Поред академије „Бецалел”, умјетничко образовање пружају школе у Тел Авиву и Бершеби; професионалне архитекте обучава првенствено хаифски Технион.

### Музеји
У Израелу дјелује приближно 150 музеја, а први је отворен 1906. године у школи „Бецалел”. У поређењу са било којом другом земљом, Израел има највећи број музеја по глави становника.
Музеј Израела у Јерусалиму је једна од најважнијих културних институција у земљи и дом је Свитака са Мртвог мора, као и огромне збирке јудистике и европске умјетности.
Музеј Холокауста „Јад Вашем” је највећа свјетска архива штампаног, фотографисаног и филмског материјала посвећена страшној страници свјетске историје. Музеј јеврејског народа у кампусу Универзитета у Тел Авиву је интерактивни музеј посвећен историји јеврејских заједница широм свијета. Музеј лијепих умјетности у Тел Авиву, Музеј умјетности и придружени Музеј јапанске умјетности Тикотина у Хаифи и Музеј умјетности Негев у Бершеби имају богате збирке опште или тематске ликовне умјетности. Први сеоски музеј у земљи, отворен 1938. у кибуцу Еин Харод, такође је умјетнички, који се сада сматра највећим у сјеверном Израелу.

### Медији
Израелска штампа и емитери одликују се разноликошћу политичких, религијских и економских погледа и језика који се користе. Већина великих новина основана је прије проглашења државе. Нпр. Харец је основан 1919, The Jerusalem Post 1932. (на енглеском) а Јединот ахронот 1939. године. Ове новине остале су популарне и у 21. вијеку. Главна издања такође укључују дневни лист на хебрејском Марив, основан 1948. и бесплатне новине на хебрејском Ислаел хајом, основане 2007, које су средином 2010. постале најраспрострањеније дневне новине у земљи.
У 21. вијеку у Израелу излази преко хиљаду периодичних издања, од којих је већина доступна на интернету. Већина новина излази на хебрејском и арапском језику, постоји и секторска штампа — посебно на језицима као што су руски, њемачки и јидиш.
Телевизија у Израелу се појавила крајем 1960-их, од краја 1969. емитовање државног телевизијског канала (у то вријеме јединог) постало је свакодневно, а од 1981. у боји. Државни канали су емитовани у оквиру Израелске управе за радиодифузију до 2017, када је замијењена Израелском јавном радиодифузном корпорацијом. Први комерцијални телевизијски канал у Израелу почео је са радом 1994. године. У 21. вијеку већина израелских домаћинстава претплаћена је на кабловске или сателитске телевизијске пакете. Вишејезичност својствена израелским медијима приступна је и на телевизији. Нпр. средином прве деценије 21. вијека, основни пакет кабловске компаније „Хот” обухватао је канале на 12 језика.
У 21. вијеку, радио станица Кол Исраел емитује програм на осам тематских канала, емитујући и у иностранству. Емисије се воде на 17 језика. Постоје још двије радио станице у Израелу којима управљај Израелске одбрамбене снаге (Галеј ЦАХАЛ и Галгапац) и више од десет приватних страница.
У извјештају из 2017, Репортери без граница су открили да израелски новинари уживају слободу да отворено изразе своје мишљење, што је ријеткост на Блиском истоку. Организација је 2005. описала израелске медије као „традиционално јаке и независне”, а Израел се према подацима из 2023. налази на 97. мјесту према ранг-листи слободе медија у свијету организације; главна притужба се односи на власт која угрожава слободу медија.

### Спорт
Најпопуларнији спортови у Израелу су фудбал и кошарка. Израелска премијер лига је највиши ранг такмичења за клубове у фудбалу, а израелска кошаркашка суперлига је прва кошаркашка лига у држави. Макаби Хаифа, Макаби Тел Авив, Хапоел Тел Авив и Беитар Јерусалим су највећи фудбалски клубови. Макаби Тел Авив, Макаби Хаифа и Хапоел Тел Авив такмичили су се у УЕФА Лиги шампиона, а Хапоел Тел Авив је стигао до четвртфинала Купа УЕФА. Израел је био домаћин и освојио је АФК азијски куп 1964, а Фудбалска репрезентација Израела се 1970. квалификовала за Свјетско првенство, што је до сада једини пут да је учествовала на првенству. Азијске игре 1974. одржане у Техерану биле су посљедње Азијске игре на којима је учествовао Израел, јер је искључен са Азијских игара 1978. због арапских земаља које су одбиле да играју и од тада се није такмичио на азијским спортским приредбама. УЕФА је 1994. пристала да прими Израел, а њени фудбалски тимови се такмиче равноправно у Европи. КК Макаби Тел Авив је шест пута освајао титулу првака Европе у кошарци. Израел је био један од домаћина Евробаскета 2017.
Израел је освојио двадесет медаља на Олимпијским играма, четири златне, шест сребрних и десет бронзаних. Освојио је преко 100 златних медаља на Параолимпијским играма и налази се на 20. мјесту по броју освојених медаља свих времена.
Израел је био домаћин прве три етапе Ђиро д’Италије 2018. једне од три гранд тур трке, у част прославе 70 година од стварања државе Израел, што је први пут у историји да је Ђиро стартовао ван Европе. У Израелу су вожене три етапе: индивидуални хронометар у Јерусалиму и двије равне етапе — од Хајфе до Тел Авива и од Биршебе до Еилата. Хронометар на отварању била је „етапа Ђино Бартали”, у знак сјећања на троструког побједника Ђира — Ђина Барталија, који је укључен међу 682 Италијана који су добили признање „Праведни међу народима”, због кријумчарења докумената на бициклу за вријеме Фашистичке Италије, помажући Јеврејима током Другог свјетског рата. Организација за људска права — Human rights group, са сједиштем у Европи, послала је писмо организаторима трке — RCS Sport, у коме су тражили да се помјери отварање Ђира из Израела. Поред међународне организације људских права, етничке туристичке организације, спортских и вјерских група, међу онима који су потписали писмо били су и Амерички лингвиста и аутор — Ноам Чомски, бивши адвокати Уједињених нација за палестинско право — Џон Дигард и Ричард Фалк, италијански драмски писац Мони Овадија, чланови Европског парламента — Елеонора Форенца и Серђо Коферати, као и бивша замјеница предсједника Европског парламента — Луиза Моргантини. Етапе у Јерусалиму и Еилату су биле нарочито проблематичне за организацију за људска права, јер су етапе које су планиране у Јужном Израелу пролазиле кроз десетине палестинских села које Израел одбија да призна. У писму је такође наведено да трка сарађује са најмање једном компанијом активном у илегалном израелском насељу. На представљању руте у Милану, 29. новембра 2017. године, RCS Sport је за прву етапу у Јерусалиму употријебио израз „Западни Јерусалим” за дио града гдје ће се возити хронометар, за који и Израел и Палестина имају потраживања. Израел је заузео Источни Јерусалим након Шестодневног рата 1967. године. Касније су га анексирали, иако међународне организације нису признале тај потез. Израел наводи цијели град као јединствену пријестоницу, док Палестинци сматрају да је Источни Јерусалим нелегално окупиран. Министарка спорта Израела Мири Регев и министар туризма — Јарив Левин изјавили су да ће држава отказати подршку Ђиру ако се термин западни Јерусалим не промијени, истакавши: „у Јерусалиму, главном граду Израела, нема источног и западног.” RCS Sport је након тога уклонио термин западни Јерусалим са карте и званичних информација о Ђиру 2018. наводећи да се „Западни Јерусалим” односило на географску одредницу мјеста гдје ће се возити хронометар, без икакве везе са политиком. Године 2015. основан је бициклистички тим Израел сајклинг академи, чије је оснивање помогао словачки бициклиста Петер Саган, а који је на Ђиру 2018. постао први израелски тим на некој гранд тур трци, док су Гај Сагив и Гај Нив постали први израелски бициклисти на некој гранд тур трци. Тим се такмичио на Тур де Франсу 2020. након што је добио ворлд тур статус, чиме је постао први израелски тим у историји на Тур де Франсу, а Гај Нив је постао први израелски возач на Туру. На Тур де Франсу 2022. аустралијски возач Сајмон Кларк је остварио етапну побједу возећи за тим који је промијенио назив у Израел—премијер тех, што је била прва побједа за израелски тим у историји Тур де Франса.